# Minas de Laurion

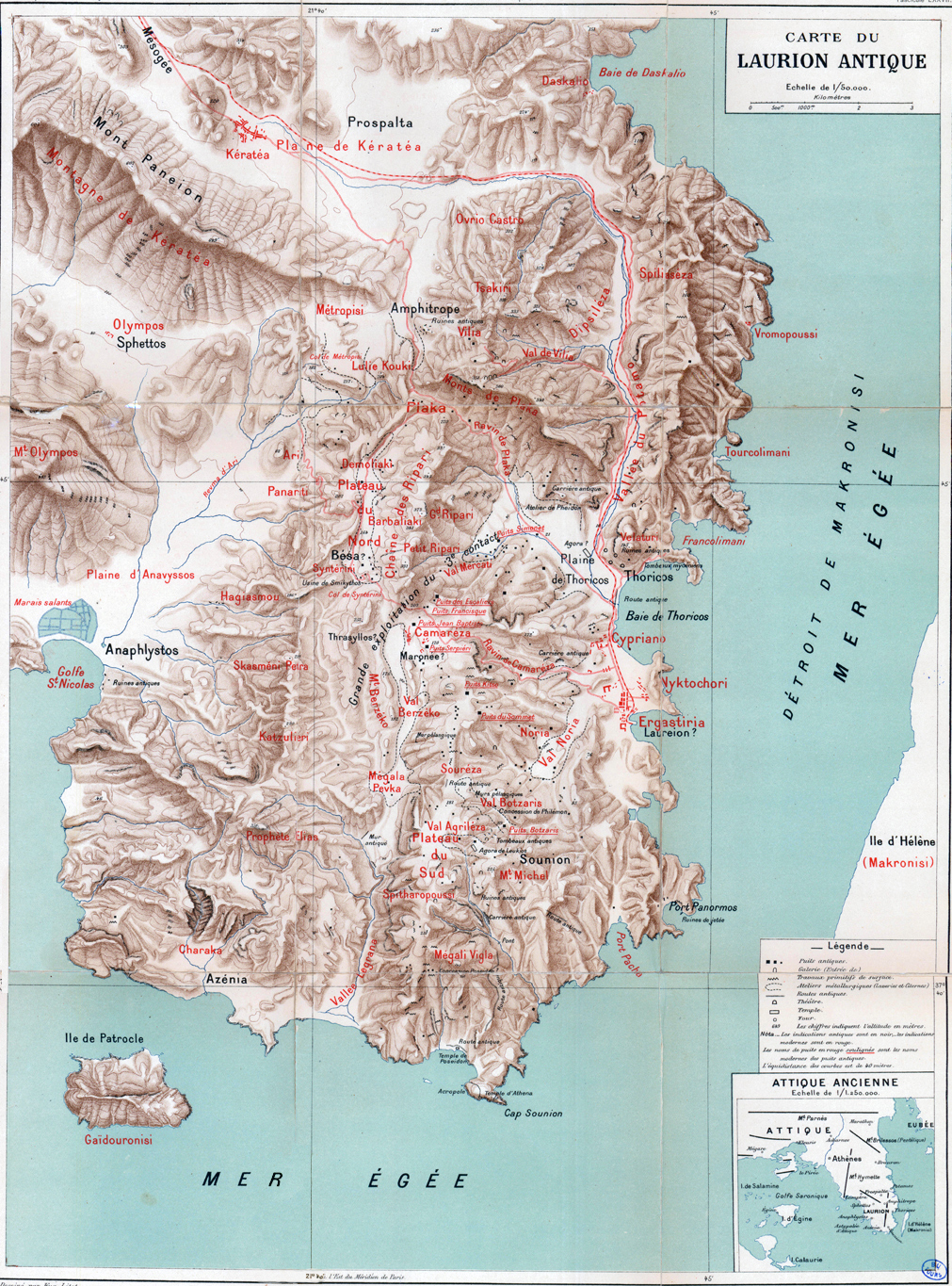
Mapa de la antigua Laurion.

Las minas de Laurion son una antiguas minas de cobre y plomo, pero principalmente conocidas por el metal de plata que producen. Muchos restos (pozos, galerías, talleres de superficie) aún marcan el paisaje del extremo sur de Ática, entre Tórico y el cabo Sunio, a unos cincuenta kilómetros al sur de Atenas, Grecia.
Después de una fase prehistórica de explotación de galena de cobre y plata, data del período clásico una recuperación general de la explotación. Los atenienses desplegaron una energía espectacular e inventiva para aprovechar al máximo el mineral, afectando en particular a muchos esclavos. Esto contribuyó significativamente a la fortuna de la ciudad y fue un factor indudablemente decisivo en el establecimiento, a la escala del mundo egeo, de la talasocracia ateniense. El desarrollo de la moneda ateniense y su función como moneda de referencia en todo el mundo griego en ese momento también explican la riqueza de los depósitos explotados en Laurion, el primer hito importante en la historia de la extracción de plata.
Reactivadas en el período romano, como se muestra por los restos de cerámica y restos de galerías de espeleología antiguas, las minas son abandonadas en el siglo I a. C., para ser luego ser «redescubiertas» en 1860 y explotadas por sus residuos de plomo por compañías francesas y griegas (hasta 1977).

## Historia de la explotación de las minas
Todavía se conoce de manera incompleta, pero los primeros períodos son el tema de un Programa de Investigación Internacional en curso.
Según la datación reciente de restos de cerámica, mazos (roca sedimentaria volcánica), estas minas se explotan al menos desde fines del Neolítico /Heládico antiguo, o alrededor del 3200 a. C.
Las excavaciones arqueológicas iniciadas en 2012, en el lecho de roca geológica de mármoles y esquistos de la acrópolis de Thorikos están en el proceso de actualización de un vasto laberinto de pozos, obras de construcción y galerías de la mina (casi 5 kilómetros han sido objeto de un mapeo fotogramétrico en 4 años que lo convierte en la red subterránea más grande explorada en esta parte del mundo egeo, llamada "red Mythos").
Los mineros (probablemente en su mayoría esclavos y probablemente muchas veces niños o adolescentes —porque la altura de las galerías generalmente no supera los 30 a 40 cm— trabajaban allí bajo condiciones muy difíciles en un aire caliente (más de 21 °C), y donde estaban con la tenue luz de las lámparas de aceite, a menudo excavar roca dura y sin oxígeno —en el mineral de plata-plomo— la inhalación y la ingestión de polvo rico en plomo, fuente de envenenamiento por dicho metal;
«Que estas minas han sido explotadas desde la más remota Antigüedad, es algo que todo el mundo sabe», escribe Jenofonte en 355 a. C. De hecho, la explotación de las minas de Laurion comenzó en la Edad del Bronce antiguo; los análisis isotópicos del plomo presente en los objetos de esta época indican que eran fabricados, en gran parte, con metal procedente de Laurion. Descubrimientos recientes datan las primeras minas en 3200 a. C. Se dispone además, de pruebas materiales de esta explotación a principios de la época micénica, en el siglo XVI a. C., ya que se ha hallado en Tóricos un bloque de litargirio que atestigua la práctica de la copelación desde esta época; práctica que continuó, puesto que se han encontrados escorias de litargirio en estratos que datan del periodo protogeométrico (siglo XI a. C.) La explotación del filón tenía lugar en la superficie, pues el mineral afloraba en el contacto del esquistos y de la caliza.

### Descubrimiento del tercer contacto y desarrollo de la talasocracia ateniense en elsigloVa.C.

#### El filón de Maronea y la ley naval de Temístocles (483a.C.)
La explotación de las minas, más sistemática a partir del fin del siglo VI a. C., devino en el siglo V a. C. una fuente importante de ingresos para los atenienses. La ciudad explotaba en esta época un nuevo filón particularmente rico, cerca de la población de Maronea, que contrariamente a los dos precedentes, no apareció en la superficie, sino que se situaba en las profundidades del subsuelo ateniense, en el contacto-veta común del esquisto inferior y del mármol inferior. El mineral presente en este «tercer contacto» precisaba pues de una explotación subterránea, extracción que fue intensa: se han contado en la actualidad más de mil pozos y de 120 a 150 km de galerías datados en la época clásica. El conjunto de estos vestigios mineros cubren varias decenas de hectáreas.

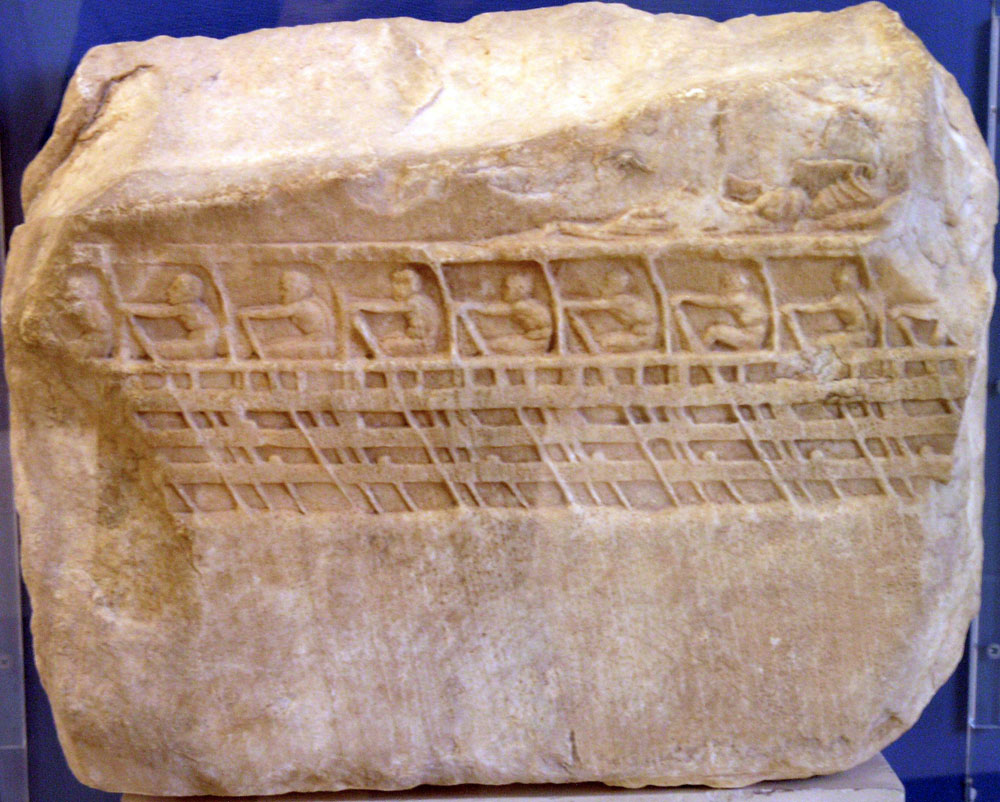
Bajorrelieve que representa un trirreme. «Relieve Lenormant», hacia 410-400 a. .C., Museo de la Acrópolis de Atenas.

Este nuevo descubrimiento permitió al estado ateniense disponer, en la época de la segunda guerra médica, en 483 a. C., de un ingreso excepcional de alrededor de cien talentos (600 000 dracmas, es decir, 2,5 toneladas de plata,, cantidad de la que no se sabe si fue el resultado de la acumulación de los ingresos procedentes de uno o de varios años. En lugar de repartir esta plusvalía entre todos los ciudadanos, Temístocles propuso que las ganancias de la mina fueran confiadas a los atenienses más ricos de Atenas, para que se encargaran de hacer construir a su costa, en dos tramos anuales, doscientos trirremes.

#### Un filón descubierto cuarenta años después
En los siglos V a. C. y IV a. C., la ciudad ateniense obtuvo importantes ingresos procedentes de la explotación de este tercer contacto-veta. Su descubrimiento real probablemente se remonte al último cuarto del siglo VI a. C. De hecho, dadas las limitaciones de la minería, no está clara la coincidencia entre el descubrimiento del filón y la obtención de unos ingresos de 200 talentos en el 483 a. C., tal y como los historiadores han considerado durante mucho tiempo sobre la base de una mala traducción de un pasaje de la Constitución de los atenienses de Aristóteles que se refiere a las minas.
De hecho, el descubrimiento se produjo, sin duda, unos decenios antes de la ley naval de Temístocles, probablemente hacia el año 520 a. .C. según se ha confirmado mediante el análisis de monedas atenienses de la época. Parece que la explotación del tercer contacto-veta se corresponde con la aparición de un nuevo tipo monetal de plata en Atenas: el tetradracma con la lechuza; esta época de la historia de la minería ateniense fue denominada en la Antigüedad con el nombre de periodo de la «lechuza lauriótica,» lo que confirma el vínculo existente entre la presencia de estos filones y el cambio en la acuñación coetánea ateniense, compuesta exclusivamente de plata proveniente de las minas de Laurion. Esta moneda de plata, de gran reputación debido a la calidad del mineral de Laurion, se impone en la época clásica como moneda de intercambio internacional a escala del Mediterráneo oriental, lo que contribuyó a la preponderancia comercial de la atenienses.

#### Las guerras médicas y la prosperidad de las minas durante la Pentecontecia

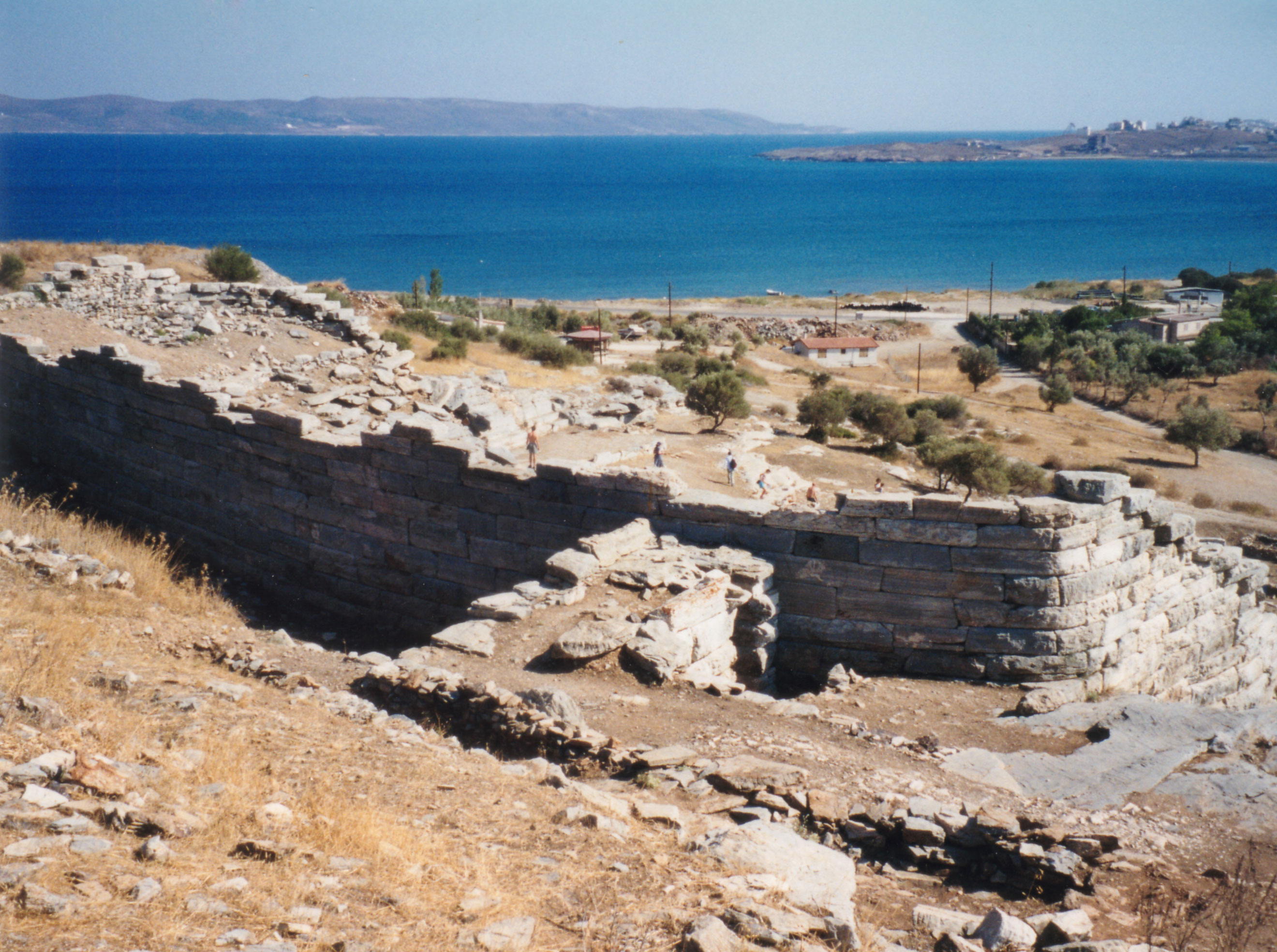
Teatro de Tóricos y bahía de Laurion.

La ocupación y la destrucción de Atenas por el ejército persa del rey Darío I en 480/479 a. C., durante la primera guerra médica en 480/479 a. C. afectó a la explotación de las minas: la reducción de la plata fue confirmada por numismáticos, que constataron que «la composición de los tesoros orientales —en los que las lechuzas estaban masivamente representadas— atestigua una disminución de la producción monetal [...]; las exportaciones masivas [de moneda ateniense] no se reemprendieron hasta poco antes de la década del 460 a. C.»
Los cincuenta años siguientes a las guerras médicas (Pentecontecia) fueron un periodo floreciente para Atenas y para los empresarios de las minas de Laurion. En un contexto de desarrollo del comercio en el Egeo en el marco de la talasocracia ateniense, la demanda de plata y de plomo de Laurion fue moderada, sobre todo porque la producción de las minas de Tasos, Sifnos estaba entonces lejos de ofrecer volúmenes comparables al rico tercer contracto-veta descubierto en Maronea. Numerosos elementos indican la prosperidad de la minería en ese momento. No es casualidad que Jenofonte para evocar la «edad de oro» de las minas de Laurion, recurra al ejemplo de los explotadores mineros de esa época (Nicias, Hipónico, Filomónidas) y los ingresos de las minas parecen haber sido lo bastante importantes para ser en parte destinados a los prestigiosos monumentos construidos en Atenas, sobre todo en los Propileos (IG I 3 465, l. 126-127: 434/3 a. C.) «de la mención de Laurion se puede concluir que la plata invertida en este monumento provenía de allí». Esta gran actividad minera entrañó además un desarrollo urbanístico importante, por ejemplo en Tóricos -demo situado en la costa oriental ática, apreciable en la creación y/o ampliación de la zona urbana, e incluso de un pequeño «centro industrial» que reunía los talleres de superficie, en torno al núcleo cívico, y la construcción en esta época de un teatro de 2700 plazas.

### Las minas en el

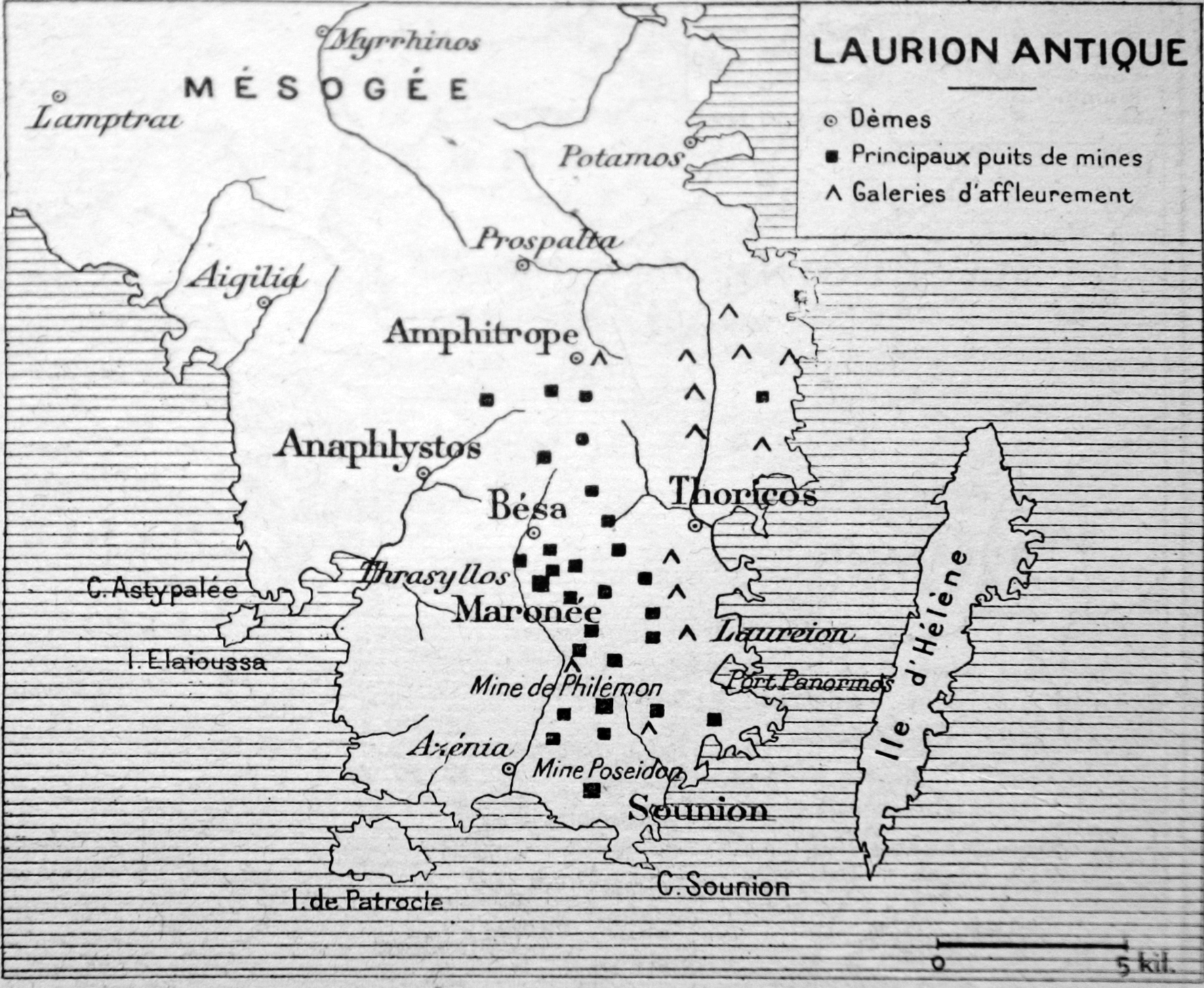
Mapa de la antigua Laurion.

#### La guerra del Peloponeso y el colapso de la producción
Los beneficios procedentes de la explotación de las minas de Laurion contribuyeron en gran medida a sostener la política imperialista de Atenas en el siglo V a. C., lo que explica la voluntad de Esparta de dificultar la extracción de los recursos metalíferos, desde el principio de la guerra del Peloponeso, mediante incursiones militares en la región de Ática (Cf. Invasiones espartanas del Ática durante la guerra arquidámica), y especialmente en Laurion, con el objetivo de devastar la infraestructura de producción; pues los espartanos eran conscientes de que «la guerra no dependía tanto de las armas como del dinero que permitía su fabricación a gran escala». La primera invasión estuvo bajo las órdenes del rey espartano Arquidamo II en el año 430 a. C., y la segunda, tuvo lugar en el año 427 a. C. La siguiente invasión fue en el 427 a. C. Aunque la minería fue, sin duda, afectada por la destrucción en los inicios de la guerra, ligada a la estrategia de Pericles de disminuir los efectos de las incursiones, con los habitantes al abrigo de los Muros Largos y el abandono de la chora al enemigo, los daños no fueron irreparables y la producción minera continuó. Por otra parte, la paz de Nicias, firmada en el 425 a. C., evitó eventuales invasiones durante doce años, se abrió un período beneficioso para la economía ateniense (Tucídides hace hincapié en que la ciudad «había saneado sus finanzas durante la Paz»), y la actividad minera fue pujante en el 424 a. C. El vendedor de salchichas que protagoniza la comedia de Aristófanes, titulada Los caballeros, planea adquirir una concesión minera. En el año 414 a. C., el propio Aristófanes, en Las aves (verso 1106) promete a los jueces que van a premiar su obra, que nunca les faltarán las «lechuzas de Laurion». En el año 355 a. C., Jenofonte instó a los lectores de sus Ingresos (IV, 25) a recordar la importancia de los ingresos obtenidos por la explotación de las minas «antes de los acontecimientos de Decelia».
Estos «acontecimientos en Decelia» constituyen en realidad un punto de inflexión en la explotación de las minas de Laurion. Según Tucídides, en 413 a. C., los espartanos, con el consejo de Alcibíades, decidieron establecerse permanentemente en Ática, en Decelia, para reducir los ingresos del enemigo. La operación fue un éxito, según el discurso pronunciado por el alcmeónida ante la Apella (asamblea espartana), del que Tucídides se hace eco. El historiador dice que «los atenienses sufrieron mucho con esta situación y sus negocios fueron particularmente amenazados por las enormes pérdidas de bienes y de vidas humanas. Hasta entonces, las invasiones fueron de corta duración y no impidieron, el resto del tiempo, la explotación agrícola, ganadera y minera. Pero la instalación permanente del enemigo, la devastación del campo [...], causó un daño inmenso a los atenienses. Fueron privados de todas sus tierras de labor; además de veinte mil esclavos que se escaparon, en su mayoría artesanos». La fuga de los 20 000 esclavos, todos los que trabajaban en Laurion, causó la interrupción abrupta de la explotación y la ruina de muchos concesionarios de las minas. La fortificación del cabo Sunio (413 a. C.), de Tórico (410-409 a. C.) y Anaflisto, permitió garantizar el aprovisionamiento de la ciudad, sobre todo de trigo, sin entrañar la reanudación de la actividad minera.
El hecho de que en 408 a. C., según las cuentas de la construcción del templo de Atenea Poliade, se vendiera a 5 dracmas el peso de un talento de plomo en el mercado (aproximadamente 36 kg), frente a 2 dracmas en la década de 330/320 a. C., periodo de intensa explotación minera, es otra señal del cese casi total de la producción de plata y plomo en Laurion en aquel momento. La falta de dinero del Estado ateniense se comprueba también en la lectura de los expedientes utilizados al final de la guerra del Peloponeso, en 407 a. C., «como después de seis años las minas no producían nada, la ciudad utilizó el oro que revestía las estatuas de las «victorias» (nikai) de la Acrópolis para acuñar moneda»;, que fue emitida por primera vez en el 406 a. C. Aristófanes se queja de que «usamos las monedas de bronce, de pésima acuñación, en lugar de las nuevas de oro, que están bien acuñadas».

### Las minas en elsigloIVa.C.

#### Reanudación de la actividad y reorganización de las minas (primera mitad delsigloIVa.C.)
La reanudación de la actividad en las minas fue lenta y progresiva, al menos hasta el primer tercio del siglo IV a. C. Se explotaban pequeñas cantidades de mineral en los talleres de superficie y en las galerías antiguas, sin abrirse otras galerías nuevas. Tal falta de inversión se explica tanto por la dificultad de la reconstitución de la gran fuerza de trabajo existente antes de 413 a. C. y por los parcos ingresos obtenidos por los atenienses de las concesiones de la explotación de las minas, en relación con la cantidad de dinero que invirtieron para abrir nuevas galerías. Jenofonte destaca estas ganancias reducidas en sus Ingresos.
La escasez de dinero de que se quejaba Atenas en aquel entonces, es el testimonio de la baja explotación de la minería por la falta de inversión. Es particularmente evidente, como ha demostrado Raymond Descat, por una parte, debido al carácter elevado de las altos tipos de interés cobrados (25% por ejemplo en Lisias XIX = Sobre los bienes de Aristófanes, 25-26), por otra, a los precios bajos y a la proporción oro/plata (1/14 en 438 a. C. contra 1/11 en 402-401 a. C. por ejemplo)  Esta penuria económica instauró «un círculo vicioso en la industria minera: la falta de dinero, los empresarios que no contaban con los medios para invertir en la reactivación de la explotación, obstaculizando la recuperación monetaria».
A principios del 360 a. C., la ciudad parece que intentó una reorganización de sus recursos, incluyendo la minería, reestructuración realizada conjuntamente con una política monetaria para distinguir la producción de monedas áticas de las imitaciones que circulaban en esa época (ley de 375/374 a. C.). Por lo tanto, los procedimientos de registro de las concesiones mineras cambiaron: mientras que antes el anuncio hecho por la demarcación en el terreno, la concesión minera a cada particular, se grababa en estelas por los poletas.
Aunque parece que el dinero llega a ser más abundante (tasas de interés inferiores al 12 o 15%, estabilización de la ratio oro/plata a 12), la cronología de las listas de los concesionarios indica que la recuperación seguía siendo lenta, según lo confirmado por Jenofonte en 355 a. C., cuando afirma en Ingresos que la explotación minera es aún poco importante. Se aceleró a partir de entonces, posiblemente mediante la reorientación de los recursos de los atenienses ricos, debido a la política pacífica de Eubulo, tras la liquidación de la Segunda Liga ateniense, de la financiación de las operaciones militares (trierarquía ...) hacia las concesiones mineras.

#### Explotación intensa y crisis coyuntural (segunda mitad delsigloIVa.C.)
Fue en la segunda mitad del siglo IV a. C., cuando las minas alcanzaron las más altas cotas de producción: la prospección y apertura de nuevos pozos y galerías se multiplicaron, corroborado por el hecho de que la mayoría de las lámparas encontradas pertenecen a este período.
El desarrollo de muchas fundiciones, en dicha época en las zonas portuarias de Laurion es otro indicativo del aumento significativo de la actividad minera.
Los numerosos discursos de oradores de que disponemos hacen énfasis en las importantes fortunas que nacieron en esta época gracias a las minas.
La actividad, sin embargo, experimentó una recesión grave, mencionada por los logógrafos y oradores áticos en sus discursos judiciales. El demandante del Contra Fenipo de Demóstenes se queja así: «no me he librado de las desgracias de la industria minera» y «hoy en día lo he perdido casi todo», y señala un poco más adelante que «los empresarios de las minas han hecho malos negocios». En el Para Euxenipe de Hipérides se indica que «si en el pasado no se abrían nuevas galería (kainotomiai) por temor, ahora la apertura se reemprende». En el momento de este discurso, en 328/327 a. C., la crisis ha claramente terminado: se puede pues situar a mitad del 330 a. C., lo que confirma la frecuencia de los contratos de arrendamiento «puesto que hay seis estelas que datan de 342-339 a. C., cuatro de 330/329 a. C., pero solo una entre estas fechas (en 335/334 a. C.)». Los orígenes no están claros: según algunos, el aumento del precio del trigo en esta época habría tenido un impacto sobre la rentabilidad de las minas. (aumento de los costes de alimentación de los esclavos), reorientación de los capitales hacia las actividades agrícolas y el comercio de grano, en adelante más rentables que las minas, pero otros han señalado que estos precios elevados se mantuvieron entonces incluso cuando la crisis había pasado, en los años 320 a. C. Se ha mencionado además la posibilidad de marcos fiscales, jurídicos y, más ampliamente, sociopolíticos mal adaptados a las necesidades de los explotadores de las minas de Laurion, pero estos diferentes elementos se encuentran actualmente en estado de hipótesis poco verificables.
En cualquier caso, la crisis parece haber sido coyuntural: aunque los testimonios directos son escasos a partir de entonces, no obstante, la explotación continuó hasta el final del siglo. Se considera así que el esplendor de Atenas en la época de Licurgo (338-326 a. C.) en particular no puede explicarse más que por la permanencia de la producción de la plata de Laurion. Del mismo modo, la observación que Estrabón pone en boca de Demetrio de Falero sobre sus conciudadanos atenienses («que cavan con tanto ahínco que dan la impresión de ir a sacar al propio Plutón») manifiesta que se perpetúa tarde en el siglo IV a. C., a pesar de que la apertura de nuevas minas esté implícito en este pasaje (confirmado por Hipérides  como debido al aumento del número de minas kaitonomiai —«nuevas prospecciones»— en las últimas estelas de los poletas) pueden interpretarse como la evidencia del agotamiento de los yacimientos existentes, lo que obligó a los empresarios a proceder a nuevas prospecciones. De hecho, el número de nombres presentes en las tablas de los poletas disminuye regularmente a medida que se acerca el final del siglo IV a. C.; los últimos fragmentos encontrados datan del 300/299 a. C.: las últimas estelas, entre 320 y 299 a. C., tienen solo una columna, y en el 340 a. C. constaba de 8 columnas, cuando la explotación de las minas era más intensa.

### Abandono progresivo de las minas en las épocas helenística y augustea

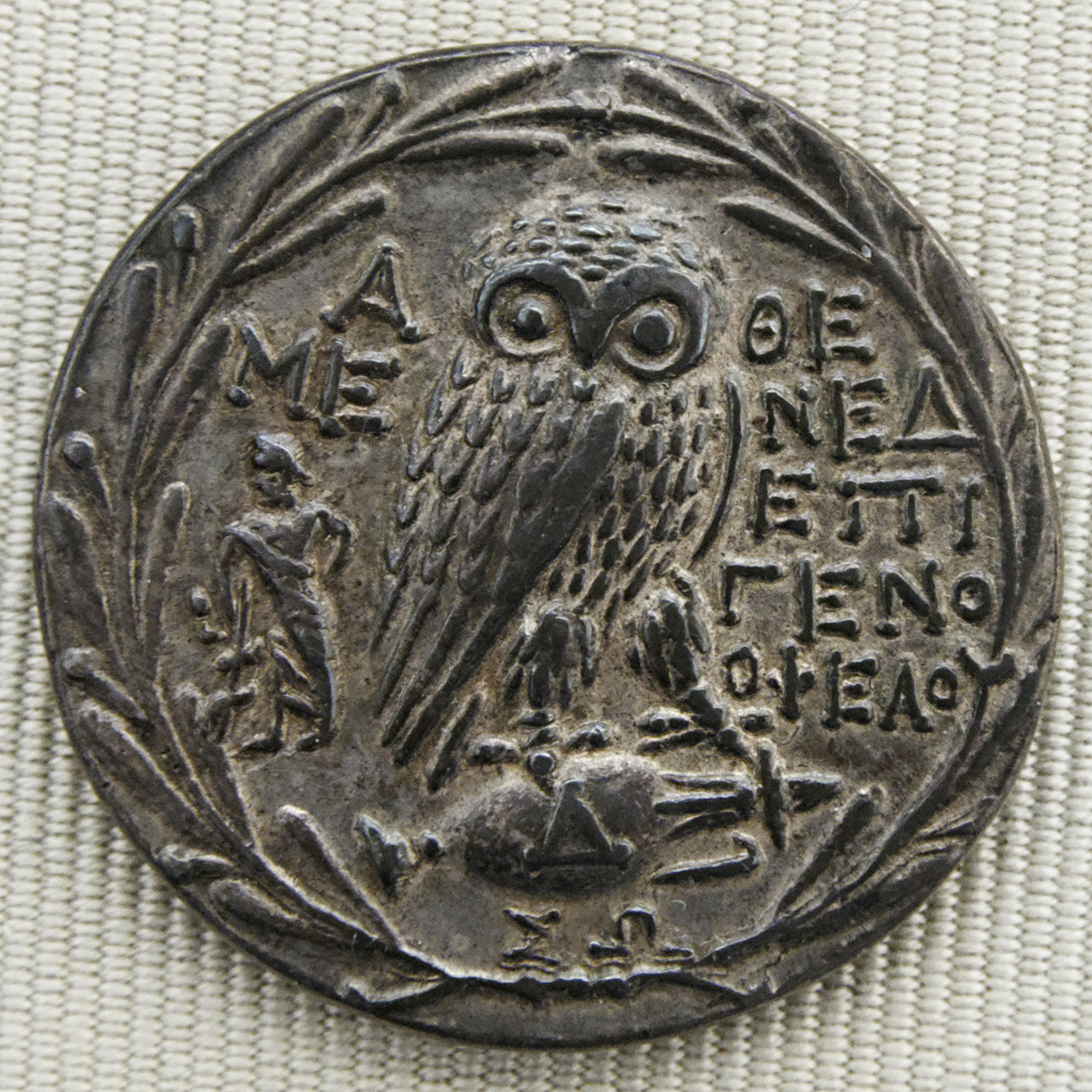
Tetradracma de plata ateniense del «estilo nuevo» (circa. 200-150 a. C.) Motivo: lechuza de pie sobre un ánfora tumbada. Cabinet des médailles de la Biblioteca Nacional de Francia.

Posteriormente, la explotación de las minas continuó de manera menos intensa, especialmente en las operaciones llevadas a cabo por Demetrio Poliorcetes en la chora durante el asedio de Atenas del año 295 a. C., no perdonaron sin duda a las instalaciones de Laurion. Por lo tanto, los atenienses redujeron la utilización de otras fuentes para asegurar la producción de su moneda: por tanto, la hipótesis de que la baja calidad del metal utilizado a partir del 287 a. C. para acuñar moneda se explicaría por el uso, al menos en parte, del dinero ofrecido a la ciudad por Lisímaco de Tracia, Ptolomeo I y Ptolomeo II. Sin siquiera mencionar el agotamiento de las minas mismas, el carácter periférico de la ciudad en la vida política y económica internacional debido a la expansión desmesurada del mundo griego provocada por las conquistas de Alejandro Magno, de una parte, la afluencia de metales preciosos procedentes de los tesoros de aqueménidas incautados por los macedonios, de otra parte, convierten la explotación de las minas a la vez en menos urgente y rentable.
Aunque parece que la actividad pudo haberse reanudado parcialmente a mitad del siglo III a. C., es más claro en la segunda mitad del siglo II a. C, tal vez vinculado con la relativa prosperidad de la ciudad como consecuencia del restablecimiento a Delos de su importancia comercial por parte de Roma. La aparición en esta época las bellas monedas atenienses del «estilo nuevo»  y las revueltas de esclavos que estallaron al final del siglo II y comienzos del siglo I a. C., demuestran que la plata seguía extrayéndose de Laurion en el período helenístico, a pesar de que era probable entonces que el metal extra que se usaba para la acuñación de monedas fuera marginal en comparación con el período clásico.
Tras el saqueo de Delos por las tropas de Mitrídates VI en el año 88, y la captura de Atenas por Sila en el 86 a. C., en una ciudad con el comercio definitivamente arruinado, «reducida al papel de una ciudad de provincias sin posesiones exteriores, sin papel político, sin actividad comercial, la casa de moneda funcionaba rara vez».
Los ingresos de la mina llegaron a ser muy significativos. Así, en tiempo de Estrabón, no hubo trabajos de demolición, sino que se limitaban a utilizar la escoria que contenía todavía un poco de mineral: «las minas de plata del Ática, que una vez fueron muy productivas, se encuentran actualmente completamente agotadas; el rendimiento en los últimos tiempos es muy escaso, tan poco en relación con el trabajo y los gastos, que los granjeros tuvieron la idea de poner en la fundición los escombros y las escorias de las primeras explotaciones, y han logrado así extraer una cierta cantidad de plata pura». Las minas fueron finalmente abandonadas en el siglo I a. C., a pesar de un intento de reactivación el siglo IV, como demuestra el hallazgo de lámparas de este período descubiertas en algunas galerías.

### Las minas "redescubiertas" en los siglosXIXyXX
En el siglo XIX, las minas fueron «redescubiertas», al parecer, por casualidad. Un marinero de velero griego habría utilizado como lastre la escoria de Laurion. Durante un paro en Cerdeña, un propietario de minas en la isla, el Sr. Serpieri, tuvo la idea de analizarlas. Al descubrir su potencial, se habría unido con el empresario de Marsella Roux para reactivar la explotación de los depósitos de Laurion gracias a la creación en 1867 de una empresa franco-italiana: Les metalurgies du Laurion. Por su parte, las empresas griegas procesaron escorias antiguas con un volumen estimado de 1 500 000 toneladas. Se estimó que las minas podrían suministrar un total de 120 000 toneladas de plomo. Ya en 1867, el impuesto sobre la producción de la mina trajo al estado griego 250 000 dracmas (es decir, 8930 £ en ese momento).
Este último intentó aprovechar la derrota de Francia contra Prusia y sus consecuencias para derrocar a la compañía minera franco-italiana, al mismo tiempo (primavera de 1871), donde comenzó a producir ganancias. El asunto, que pronto se convirtió en el «asunto de Laurion», adquirió una dimensión internacional debido a las rivalidades diplomáticas en Europa.Jules Ferry, el nuevo embajador de Francia en Grecia, intentó sin éxito derrocar al gobierno griego. Finalmente, en febrero de 1873, encontró un compromiso: Roux y Serpieri vendieron la compañía a un conglomerado de banqueros en Constantinopla. Este último, dirigido por Andreas Syngrós, fundó la Compañía metalúrgica griega de Laurion, que entusiasmó a los inversores griegos y provocó la primera burbuja especulativa en la historia griega, cuyo estallido llevó a la desaparición de las economías de muchos griegos. Las minas de Laurion acababan de llevar a Grecia a la era del capitalismo especulativo y sus inconvenientes.
En 1877, una empresa francesa, dirigida por Serpieri, fue creada nuevamente: la Compañía Francesa de Minas de Laurion. Esta se acabaría articulando como una filial de la también francesa Sociedad Minera y Metalúrgica de Peñarroya (SMMP), que tenía presencia en varios países. Para 1911 la Compagnie française du Laurium era la principal empresa en el lugar, junto con otras compañías griegas o francesas. Todos ellos participaron en el intenso desarrollo industrial de la región.

## Empresarios y mineros

### Empresarios
En la antigüedad, la explotación de los yacimientos de Laurion estaba muy fragmentada: había al menos 500 minas diferentes activas en los años 340 a. C., según G. G. Aperghis. Es de suponer que estas concesiones eran de tamaños muy variados, aptas para responder a los deseos de inversión tanto de los atenienses más oscuros como de los más ricos: tanto el vendedor de morcillas de Aristófanes  como Epícrates de Palene, «que tenía de socios a los más ricos o casi de Atenas».
Los concesionarios eran de fortunas diversas y los atenienses ricos estaban claramente sobrerrepresentados: el 7% de los más ricos, los obligados a las liturgias representaban el 19% de los concesionarios. De los 106 nombres listados por Margaret Crosby en las estelas de los poletas, 49 aparecen en otras fuentes: se trata a menudo de trierarcas. El hecho de que estos personajes fueran trierarcas, unido a que los ingresos procedentes de las minas estaban exentos de impuestos, indica que estos hombres tenían también otras fuentes importantes de ingresos (agricultura, comercio, etc.).
Esta sobrerrepresentación de los más acomodados entre los concesionarios, no es sorprendente, dado el relativo prestigio de la inversión minera, como señala Aristóteles: «en el orden natural, el arte de la agricultura está antes que todos los otros, y en segundo lugar las artes que extraen las riquezas del suelo, como es la explotación de las minas». Pero fue principalmente debido a la importancia del capital necesario, en general, en la explotación, tanto en la propia extracción como en el tratamiento del mineral en los talleres de superficie. Por ejemplo, un esclavo costaba de media entre 150 y 200 dracmas, incluso si el valor de un esclavo variaba mucho en función de su competencia: un hombre o un niño asignado al transporte o al machacado de mineral podría valer más de 100 dracmas, pero Nicias no dudó en invertir 6000 dracmas —el precio más alto que se conoce pagado por un esclavo en Grecia— por un capataz (épistatès) particularmente experimentado. La magnitud de los importes que tenían que adelantar muchos inversores, implicó la necesidad de unirse para explotar una concesión minera. La Excepción contra Panténeto (38) de Demóstenes menciona a los «concesionarios asociados», y las estelas de los poletas a una asociación que reunía en los años 340 a. C. a un tal Esquílides y a un hijo de Diceócrates con el orador Hipérides. Jenofonte recomendaba en 355 a. C. ofrecer esta posibilidad a los inversores, lo que parece demostrar que las asociaciones de concesionarios no existían antes de la segunda mitad del siglo IV a. C.
La posesión y la explotación de las minas podían dar lugar a la creación de ricas dinastías familiares, como lo muestran los apodos sugerentes de los padres de Hipónico II, que eran dueños de 600 esclavos en Laurion a finales del siglo V a. C.: su abuelo Hipónico I fue apodado Amón ("hombre de arena"), en la medida en que explotó los yacimientos argentíferos de superficie a principios del siglo V a. C.:, y su padre Calias, negociador de la paz de su mismo nombre, era apodado Lakoploutos «rico por sus agujeros» cuando explotaba Maronea. Del mismo modo, se puede seguir el «itinerario» industrial de Fidipo de Pito, que explotó con su hijos, minas, talleres de superficie y propiedades inmobiliarias en Laurion de 367 a 338 a. C.
Los concesionarios de Laurion, sobre todo los más ricos, podían —según David I. Rankin— aliarse para defender sus intereses, incluso implicarse mucho en la definición de la política de la ciudad. Este lobby minero, que no se identifica con el «partido de la paz» de Nicias de los años 420 a. C., habrían jugado un papel importante en las dos revoluciones oligárquicas de finales del siglo V a. C., pero habría sobre todo orientado las elecciones en la ciudad en el segundo cuarto del siglo IV a. C., apoyando la política pacífica de Eubulo, de la que pensaban se beneficiarían. Sin embargo, sin negar las interacciones entre los intereses mineros y la ciudad, Saber Mansouri Rankin ha cuestionado la tesis de Rankin de un lobby minero que agrupaba al conjunto de personas interesadas en el desarrollo de las minas de Laurion. Las fuentes a nuestra disposición mencionan a varios concesionarios que, lejos de unirse a Eubulo, se situaron más bien en las filas del «partido de la guerra» y señalan la heterogeneidad de los posibles posicionamientos políticos en el seno del grupo de contratistas mineros: es el caso, por ejemplo, de Hipérides o Diotimo, hijo de Diofito.
Los inversores no eran necesariamente nativos de Laurion: el 80% de las concesionarios no vivían en el demo. Algunos eran extranjeros: Jenofonte menciona que el Estado Ateniense «permite a cualquier extranjero que desee trabajar en nuestras minas aspirar a los mismos cargos que los ciudadanos». Afirmación confirmada por los arrendamientos que tuvo un concesionario sifnio a mediados del siglo IV a. C., probablemente un descendiente de una familia de Sifnos, especializada en minas desde el siglo V a. C., la de Estesileidas y Calescro. Del mismo modo, Sosias, administrador tracio de Nicias, compró un talento sin duda por su experiencia minera adquirida en las minas del monte Pangeo en Macedonia; primero estuvo encargado de dirigir los mil esclavos de Nicias que trabajan en las minas, y poco después de ser manumitido se convirtió en concesionario: «Mientras Nicias, hijo de Nicerato, tenía mil trabajadores en las minas, que había alquilado a Sosias de Tracia, a condición de pagarle la cantidad neta de un óbolo por día y hombre». Los inversores extranjeros parecen sin embargo que eran pocos: «para concesiones mineras como por el arrendamiento de tierras públicas, los ciudadanos atenienses disfrutaron de un monopolio de facto».

### Una mano de obra servil

#### Numerosos mineros y esclavos

##### Una mano de obra abundante

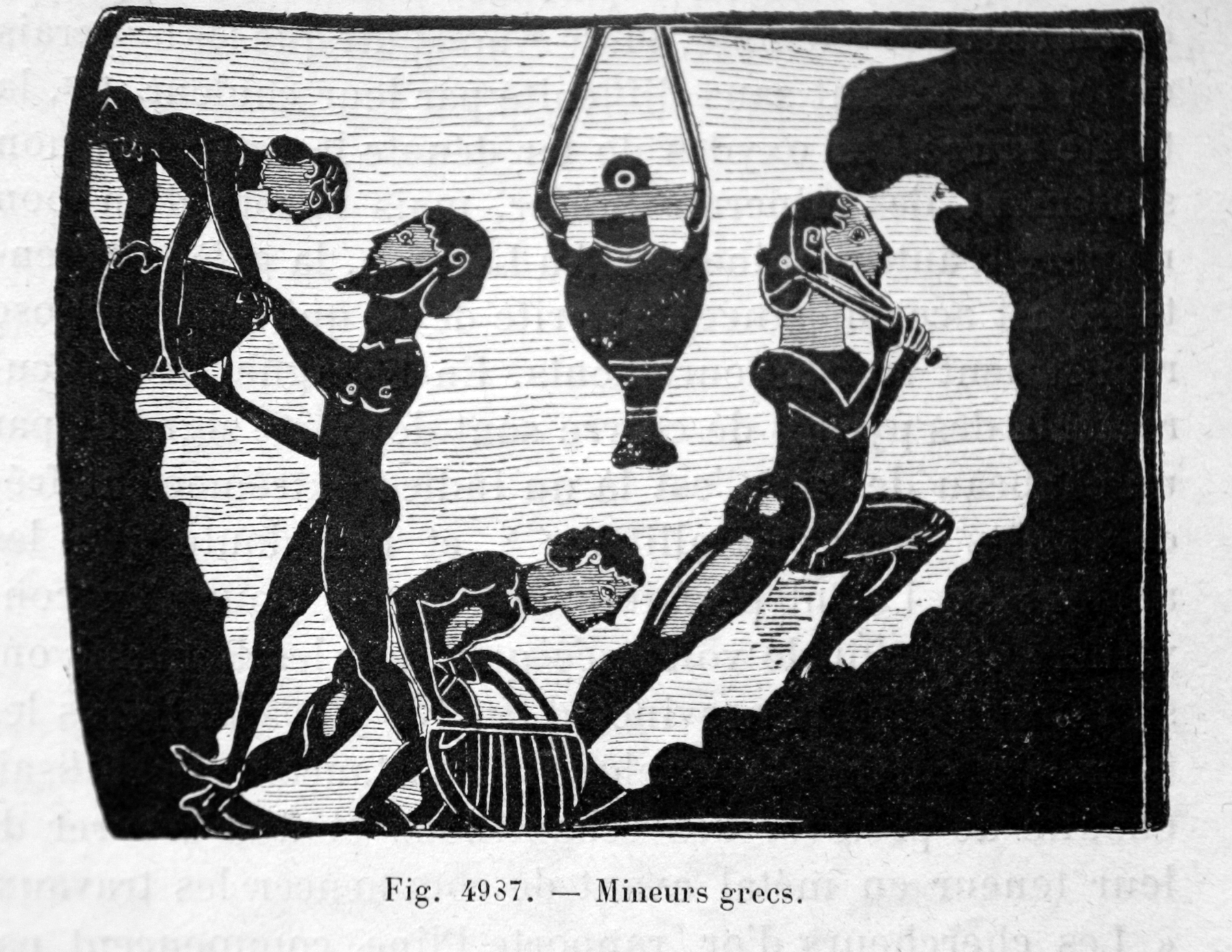
Mineros griegos. Reproducción de una tablilla de terracota de Corinto.

Los mineros eran casi exclusivamente de condición servil. Muchos de ellos eran bárbaros: consultando las listas de trabajadores inscritos en el siglo IV a. C., se encontró un tercio de tracios. Como es frecuente en el caso para las personas asignadas a tareas serviles, han sobrevivido los nombres de pocos de ellos: solo se identificó en una inscripción (Inscriptiones Graecae, II2, 10051) un menor de origen paflagonio y admirador de Homero, Atotas, que «compara su esfuerzo con el de los héroes (se proclama a sí mismo descendiente de Pilémenes, asesinado por Aquiles)».
Los hombres libres podían codearse con estos esclavos, pero solo como propietarios de pequeñas concesiones y esencialmente en las funciones de gestión: un cliente de Demóstenes, propietario de una mina, dijo en uno de sus discursos de defensa haber trabajado «de su cuerpo»; es necesario relativizar, sabiendo que formaba parte del 7% de los ciudadanos más ricos, los de las liturgias. En cualquier caso no existe registro de hombres libres empleados en las minas con estatus de asalariado.
El número de esclavos era muy importante. Es difícil establecer una cifra precisa, se considera que por lo menos 10 000 y probablemente incluso 15 000 de los 20 000 esclavos mencionados en el anterior pasaje de Tucídides trabajaban en los talleres de superficie y en las minas (véase La guerra del Peloponeso y el colapso de la producción). Si el número de trabajadores varió significativamente durante el período clásico en función de la coyuntura minera, se trata en cualquier caso del único ejemplo conocido de concentración de esclavos en la Antigua Grecia, que condujo a la creación de canales comerciales importantes para destinar a Atenas el flujo de esclavos que las minas necesitaban.

#### Orígenes y consecuencias de la utilización masiva de mano de obra esclava
Este gran número de esclavos se explica debido al alcance del trabajo: «se estima que la producción de una tonelada de plata requería de 500 a 1000 esclavos al año. Una concesión modesta, de las que había más de un centenar cuando las minas eran prósperas, tenía por lo menos 30 trabajadores (mineros, cargadores, cribadores, guardianes), o incluso más si la distancia que tenían que recorrer los porteadores desde el lugar de la extracción hasta la entrada de la mina superaba algunas decenas de metros. Sin tener en cuenta todo el personal asignado a los lavaderos y hornos. Explotaciones como la de Sosias el Tracio, empleaba miles de esclavos.
El recurso masivo a la mano de obra esclava se explica también por su bajo coste. Si alquilar un esclavo costaba una media de 5 óbolos (de 2 a 3 óbolos para comida y ropa, de 1 a 2 para la amortización contable, 1 óbolo para su alquiler propiamente dicho), constituía en realidad una suma módica teniendo en cuenta los beneficios que su trabajo eran susceptibles de producir. Este bajo coste laboral comportaba dos consecuencias para las empresarios: por una parte, la actividad minera era particularmente rentable, puesto que los beneficios netos no se alejan de los beneficios brutos de las minas modernas; por otra parte, esto llevó a los concesionarios a descuidar las ganancias que los nuevos métodos de explotación les podrían haber procurado.
Esto explica la utilización constante de hombres en lugar de animales para maniobrar o acarrear las piedras para trituración de mineral, el carácter no sistemático de instalación de cabrestantes para llevar a la superficie el material extraído en los pozos, la exigüidad de las galerías que excavaban los esclavos, y la estrechez que dificultaba la circulación de trabajadores y de mineral e impedía el transporte rodado. Al respecto, Édouard Ardaillon señala que: «el concesionario, que disponía solo de unos años antes que él para explotar su concesión, tenía el máximo interés en llegar a los filones. Una galería estrecha podía ocuparle tres meses, mientras que una galería más grande habría requerido seis u ocho meses a sus obreros. Habría sido, en su opinión, perder un tiempo valioso tiempo en un trabajo inútil; era mejor explotar durante tres meses un depósito de buena galena y pagar los costes de diez porteadores, en lugar de llegar tres meses más tarde y obtener el escaso rédito aportado por diez esclavos. [...] Es así como la abundancia de mano de obra, proporcionada en su mayoría por la esclavitud, perjudicó en cierta medida, no tanto el rendimiento de las minas, como el progreso de los métodos de explotación». El vínculo entre causa y efecto establecido entre los sistemas técnicos y social, como el propuesto por Richard Lefèbvre des Noëttes entre la deficiencia de los sistemas de tracción hipomóvil y del recurso a la esclavitud en la Antigüedad, sin embargo debe ser matizado y relativizado.

#### Condición y organización del trabajo

##### Las difíciles condiciones del trabajo
El bajo valor monetario de los esclavos y su abundancia relativa explica el carácter particularmente duro de sus condiciones de vida en Laurion, como en todas las minas antiguas: «la mano de obra no era costosa, por lo que no existía preocupación por perfeccionar los métodos de explotación». Los obreros se movían por galerías estrechas e insalubres, lo que les obligaba a extraer el mineral en cuclillas, de rodillas e incluso tumbados, en una atmósfera sobrecalentada por el calor de las lámparas y de los cuerpos, y normalmente, ritmo al cual se sucedían los equipos, y que implicaba que los trabajadores se alimentaran en el interior de la mina. Prueba de ello, es el hallazgo en las galerías de restos de comida y osamentas de ciervo.
Aunque Ateneo describe a lo esclavos encadenados, es probable que esto corresponda a una realidad ulterior, bajo influencia romana. De hecho, Ateneo especifica este punto en el marco de la historia de una rebelión de esclavos menores de edad a finales del siglo II a. C., y no hay certidumbre de que unas cadenas encontradas en las minas se usaran para encadenar esclavos. Ante todo, porque los esqueletos encontrados in situ no tiene marcas de hierro, a excepción de la pierna de un individuo, que no ha podido ser datada. 
Incluso sin estar encadenados, la mortalidad de los esclavos fue importante, tanto en las minas como en la superficie, debido a la naturaleza tóxica del polvo y los vapores de plomo. Olivier Picard calcula que la expectativa de vida de un esclavo a tiempo completo no superaba los cuatro a cinco años.

##### Funciones
Los esclavos u hombres libres que trabajaban en las minas tenían funciones bien definidas. Los más competentes —los menores de edad— eran asignados al frente del corte; a menudo se trataba de hombres robustas, al contrario que los porteadores, sin duda niños la mayoría, encargados del transporte del mineral en las estrechas galerías. las tareas de los obreros destinados a trabajar en la superficie consistentes en la separación y trituración en las muelas y lavaderos de material, pertenecían a la categoría de maniobras de poca pericia, que no era el caso de los fundidores, encargados en el extremo de la cadena para operar la delicada transformación de mineral crudo clasificado en lingotes de plata y plomo.
De la dirección de este conjunto de trabajadores se encargaba un épistatès, maestro-minero o maestro fundidor, encargado en un caso de la búsqueda y extracción de mineral, y en el otro de supervisar el lavado, selección y fusión en las mejores condiciones de la galena extraída. Eran ayudados por guardias responsables de controlar y estimular a los trabajadores, incluso si ello comportaba castigar a los menos eficaces.

#### La cuestión de las revueltas
En la superficie, un sistema de vigilancia de esclavos probablemente estaba más o menos organizado: se supone que las torres que salpicaban Laurion y de las cuales quedaban restos, eran puestos de observación y guardia de guarniciones hoplitas. La presencia de estas infraestructuras podría indicar la importancia del temor de los atenienses a un levantamiento general de los esclavos de Laurion, aunque si los testimonios de rebelión que se conservan son pocos.
Además de la deserción durante la ocupación espartana de Decelia en 413 a. C., se sabe que Laurion sufrió dos revueltas de esclavos en el período helenístico: la de 134 a. C., eco de la gran revuelta de esclavos de Sicilia. La menciona Paulo Orosio citando un pasaje perdido de Tito Livio; La otra revuelta, más seria, sobre 100 a. C., se conoce gracias a Ateneo, citando al filósofo Posidonio, quien informa que «habiéndose rebelado, mataron a los oficiales asignados a la seguridad de las minas; además, que se apoderaron de la fortaleza de Sunio y durante mucho tiempo alimentaron Ática» Incluso se asumió que acuñaron su propia moneda durante el período en que controlaban el distrito de Laurion. Sin embargo, según la documentación da la sensación de que se trató de casos aislados, y las precauciones tomadas eran suficientes para limitar su multiplicación.

## Técnicas mineras y metalúrgicas

### Geología del sitio minero y metales explotados

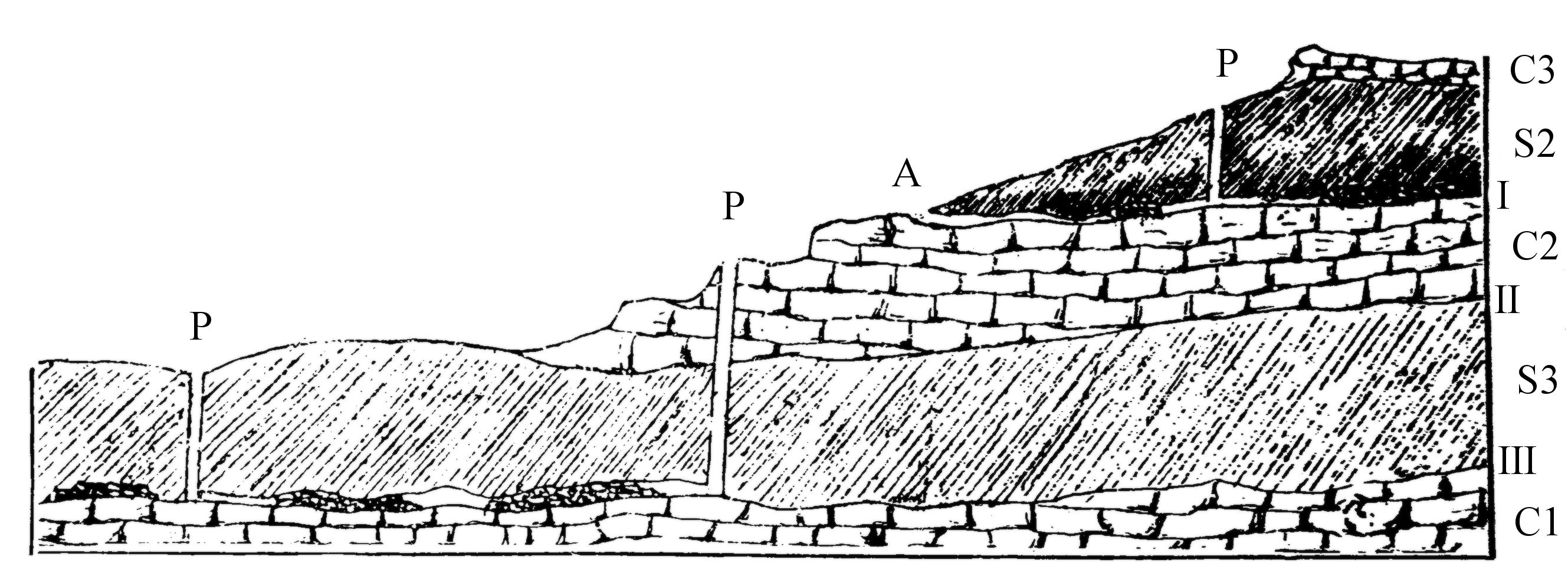
Capa teórica de los terrenos de Laurion.

Para el geólogo, el distrito minero metalífero de Laurion se extiende de norte a sur en una longitud de 15 km con un área de 120 km². Se caracteriza por una sucesión horizontal de capas de piedra caliza clara (mármol) y pizarra (rocas laminadas negruzcas o grises). Su formación está actualmente abierta al debate: la hipótesis clásica  de una sucesión normal de capas sedimentarias de diferentes edades se opone a una tesis reciente, que parece confirmarse mediante el estudio de los fósiles presentes: mármoles superiores (C2 en el diagrama) y más bajo (C1) por un lado, los esquistos inferiores (E2) más bajos (E1) por otro lado serían de la misma edad y su superposición sería el resultado de un «pliegue gigantesco inclinado».
Es en el borde de cada una de estas capas, en las cavidades que las separan, donde se encuentra el plomo argentífero. Estas zonas de contacto, tres en número (I, II y III en el diagrama opuesto), están por lo tanto a diferentes profundidades y requieren modos de operación específicos: el primer contacto (I), operado desde 1500 a. C., afloraba en la superficie, mientras que el tercero (III), cuya mineralización más abundante hizo la riqueza de Atenas en el período clásico, implica una explotación subterránea. Cuando se encontraba en estas zonas de contacto, el mineral era lenticular, es decir con bandas. También podría estar presente en las vetas delgadas en las fallas de piedra caliza.
Los principales minerales explotados eran de dos tipos, con frecuencia mezclados: en primer lugar cerusita (PbCO
3), u óxido de mineral, el tinte rojo o amarillo debido al óxido de hierro contenido en el mismo, en segundo lugar, galena, o mineral sulfuroso (PbS), que se caracteriza por sus granos negros. Su contenido de plomo es alto (77,5% para la cerusita, 86,6% para la galena), pero muy variable si tomamos en cuenta la ganga que rodea al mineral, que varía desde porcentajes del orden de la unidad hasta el 50%, para un promedio de 15%. La plata estaba dentro de estas moléculas de carbonato de plomo o sulfuro de plomo, en proporciones que van de 500 a 4000 g por tonelada de mineral extraído, con un promedio de 2 kg: por lo tanto, una tonelada del 20% de mineral de plomo contenía aproximadamente 400 g de plata (0,04%). Debido a este carácter relativamente pobre para los metalúrgicos modernos, el mineral de Laurion requería un largo proceso de tratamiento y transformación para extraer la codiciada plata.

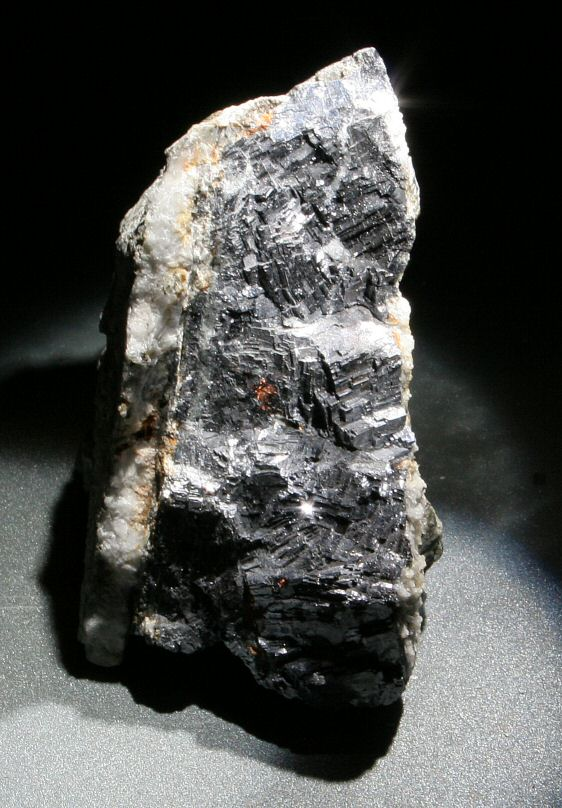
Galena argentífera (incrustaciones negras).

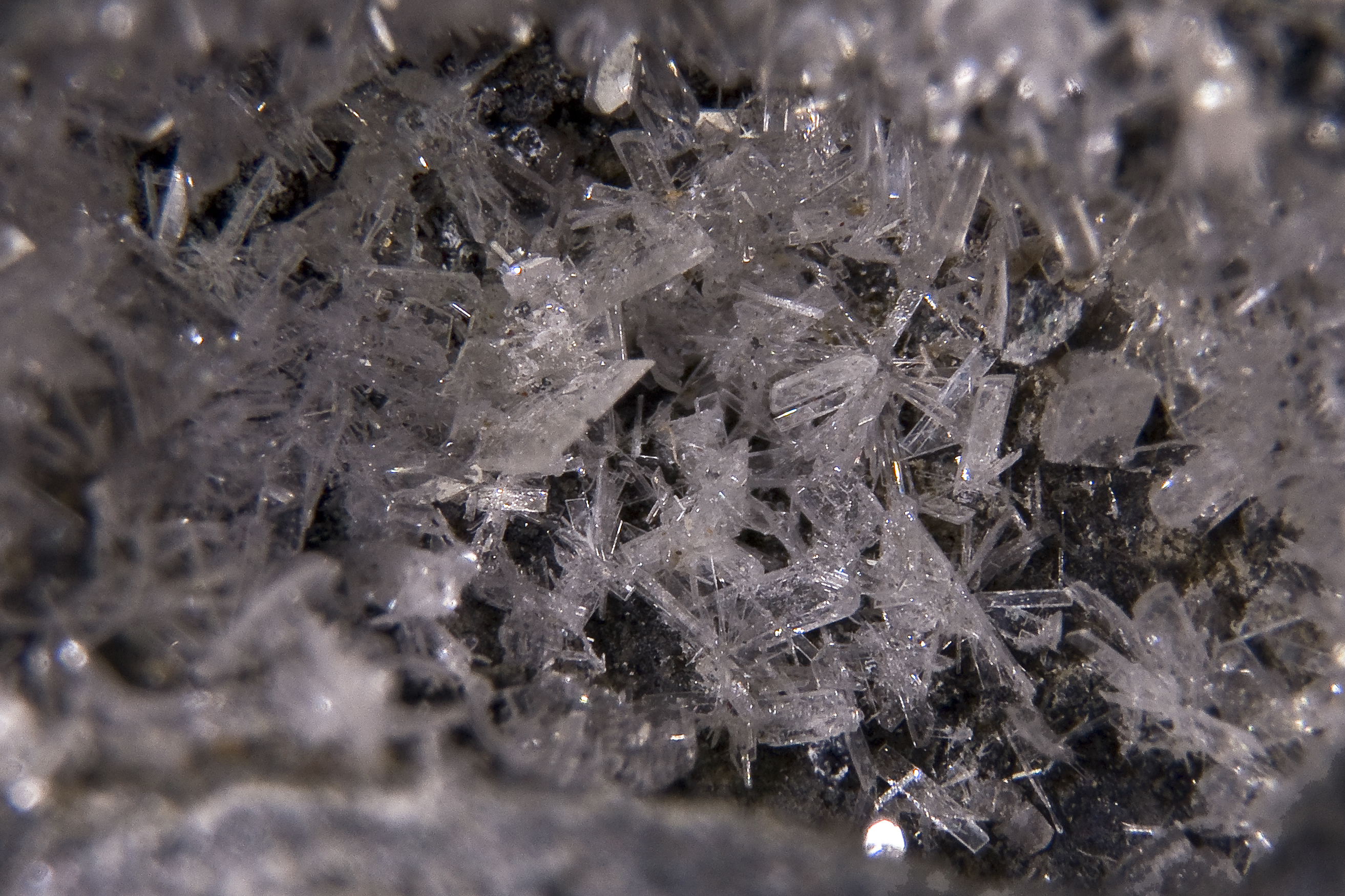
Laurionita, otra forma de plomo (cloruro de plomo cristalizado) así llamada debido a las minas de Laurion donde está presente.

Otros minerales se extraían de forma más o menos marginal en Laurion, incluido el ocre, el hierro y el cobre. Es probable que al menos una parte de las monedas de bronce de Atenas se fabricara con cobre laureático, y numerosos descubrimientos subrayan la importancia y la antigüedad de la extracción de este metal en Laurion: recientemente se identificó una antigua mina de cobre en el sector de Spitharopoussi y durante las exploraciones arqueológicas realizadas en 2004, «las redes cutáneas en los cursos de exploración han revelado concentraciones significativas de hierro y cobre».
El ocre, o sil, de Laurion, un sedimento de color con hidróxido de hierro, fue particularmente apreciado por sus cualidades colorantes: Plinio el Viejo considera que, entre los ocres, «el mejor es el que se llama sil ático; cuesta dos denarios por libra», es decir, dos veces más que el segundo en calidad, el mármol veteado. Vitruvio, para enfatizar el gran valor de este ocre, señala que en el momento de la explotación de las minas de Laurion», «cuando uno llegaba a encontrarse con alguna veta de sil, la seguía como si hubiera sido de dinero».
El ocre ático era uno de los cuatro colores básicos utilizados por los pintores clásicos y era esencial para la producción de cerámica ática de figuras negras y rojas. Desde este punto de vista, sin duda la menor explotación de las minas de plata de Laurion desde el siglo III a. C., contribuyó a la disminución, al mismo tiempo, de las cerámicas pintada ática. De hecho, al final del siglo I, ya no es posible obtenerlos, según lo informado por Vitruvio. La pintura antigua también utilizó otro tinte obtenido en Laurion, el cinabrio. El proceso necesario para su extracción se inventó a fines del siglo V a. C. por un contratista de Laurion, Calias, que había tomado por primera vez polvo de oro con arena amarilla que corría por las galerías de su mina. Esto es al menos lo que afirma Teofrasto, que también detalla la serie de moliendas y lavados necesarios para su extracción.
Más tarde, cuando la geología del sitio estuvo mejor controlado, los agricultores abandonaron estas cavidades informes para excavar verdaderas galerías donde el minero «no se arrastraba temeroso en la superficie, a lo largo del afloramiento. Iba bajo tierra, en las profundidades, en busca de minerales de plomo. [...] Era una labor inútil intentar darle aire y espacio; era suficiente con que el hombre pudiera pasar y buscar la riqueza que huía». Sin embargo, en las minas del segundo período, cuando la demolición se realizaba metódicamente, el trazado galerías no indica una organización real «no siguió ninguna regla, ningún cuidado en detalle, no existía un plan general. Eran laberintos oscuros cuyas ramificaciones corrían en todas las direcciones, y el trabajo era bastante parecido a esos bosques roídos y plagados de agujeros por gusanos silenciosos». Solo lo suficiente para excavar galerías verticales de pozos de mayor o menor altura para garantizar la aireación y/o la evacuación del mineral. Estos pozos, a diferencia de los que serían cavados para acceder al tercer contacto, no eran pozos de investigación, ya que estaban excavados después de las galerías.

### Prospección y extracción mineral

#### Descubrimiento y método de búsqueda de depósitos

##### Explotación del primer contacto
Las primeras galerías fueron excavadas en los afloramientos de mineral en el primer contacto: los primeros operadores fueron guiados por señales visuales, incluyendo el color rojo de los óxidos de hierro, que se mezclaron con fragmentos de galena, «menos rápido de oxidar, demasiado pesado para ser impulsado por la escorrentía de agua [...]. El considerable peso de este mineral, las facetas brillantes y el brillo metálico de los cristales que lo componen no pudieron escapar a la atención de los primeros visitantes del país durante mucho tiempo», señala Édouard Ardaillon, que vio en algunas excavaciones desordenadas de Laurion los primeros intentos de explotación de galena argentífera.

#### Conocimientos geológicos y métodos de explotación
A finales del siglo a. C., eran indudablemente raros los afloramientos del tercer contacto (por ejemplo, en la ladera oriental del monte Spitharopoussi) a los que apuntan los mineros en su camino. «Encontrando en la superficie la existencia de un tercer contacto mineralizado ubicado en un nivel más bajo que los otros dos, podrían extrapolar esta situación al depósito completo, un buen ejemplo de esta “geología empírica” que los antiguos se habían constituido».

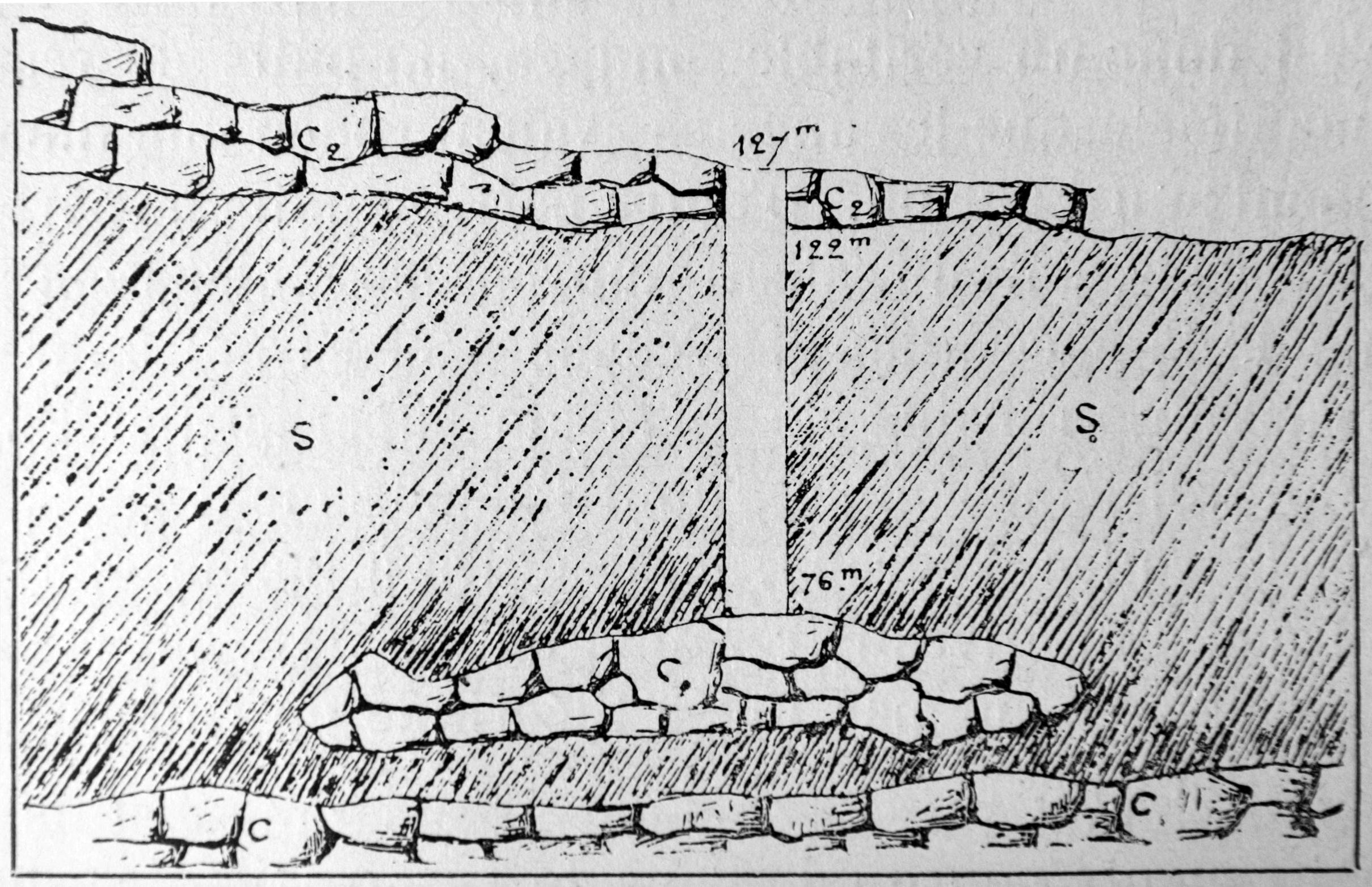
Diagrama del pozo Kitso. C = piedra caliza (mármol), S = esquisto.

Con base en este razonamiento, así como en el conocimiento que habían acumulado sobre la lógica de las capas geológicas, los mineros, luego experimentados, eligieron las ubicaciones de los pozos necesarios para acceder al rico mineral del tercer contacto.
Así, en el pozo Kitso, en la región de Maronea, los mineros comenzaron su prospección en el mármol superior, donde sabían que era delgado; cinco metros más abajo, llegaron al esquisto, sin siquiera interesarse por el segundo contacto, continuaron su descenso a una capa de mármol, de 59 metros de profundidad. Pensando que estaban en el nivel del tercer contacto (en el límite inferior de la capa de esquisto y superior de la segunda capa de mármol), rico en mineral, cavaron galerías laterales, sin encontrar el mineral deseado. De hecho, esta capa de mármol era en realidad un delgado bloque de piedra caliza insertada en el esquisto: el contacto real era veinte metros más bajo. Este es un caso raro en Laurion, y por lo tanto no se correspondía con la ciencia de los mineros. Concluyeron, basándose en su conocimiento, en la ausencia de mineral allí y, por lo tanto, abandonaron esta investigación infructuosa.
Está claro que los mineros de Laurion no actuaban al azar. Habían adquirido un conocimiento muy preciso de las características geológicas del subsuelo y aplicaban sus conocimientos teóricos para dirigir su investigación: cavaban allí porque sabían que el mármol superior es delgado (el esquisto es más fácil de cortar que el mármol), ignoraban cualquier exploración en la segunda veta de contacto (sabían que en este punto, entre el "fondo" de la capa de caliza y el "tope" de la capa de esquisto, el mineral era casi inexistente), comenzaron a investigar donde lógicamente debería haber mineral, en la tercera veta de contacto.

### Excavación y extracción

#### Tamaño de los pozos (excavación) y galerías (extracción)
Las explotaciones mineras de Laurion tienen los pozos verticales más profundos de la antigüedad. De una sección rectangular o cuadrada de menos de dos metros de ancho, a veces descienden a más de cien metros (119 metros para la más profunda), pero más generalmente entre cincuenta y sesenta metros. Se cortan de forma muy uniforme, de modo que cada lado es plano. Su verticalidad es sorprendente: «la plomada denuncia, en los pozos más profundos, solo una desviación insignificante». Édouard Ardaillon estima que dos trabajadores tardaban veinte meses en excavar un pozo de 100 metros de profundidad.
Las galerías eran estrechas (50 a 60 cm de ancho, 60 a 90 cm de alto), lo que no facilitaba el trabajo y el movimiento de los mineros ni la evacuación del mineral extraído. Cuando las excavaciones eran más grandes, los trabajadores dejaban porciones de rocas pobres en minerales que servían como pilares (ormos). También fue posible utilizar el apoyo forestal local, como lo demuestran nuestras fuentes literarias y arqueológicas, aunque esto distaba mucho de ser la norma: la estrechez de las galerías permitía limitar en la mayoría de los casos el riesgo de derrumbe; además, aceleraba la progresión. Los mineros atacaban el frente de corte excavando muescas de 12 cm de ancho en toda la altura de la galería. Después de cinco muescas, toda la galería, de 60 cm de ancho, había progresado desde la profundidad de estas muescas. El trabajo duraba unas diez horas, lo que corresponde a la velocidad de rotación de los equipos y a la capacidad de iluminación de las lámparas: Édouard Ardaillon concluye que tal organización fue deliberada porque permitió al superior observar el buen funcionamiento del trabajo y posiblemente sancionar a los demasiado poco eficaces. Al cabo de un mes, la galería se había excavado diez metros.

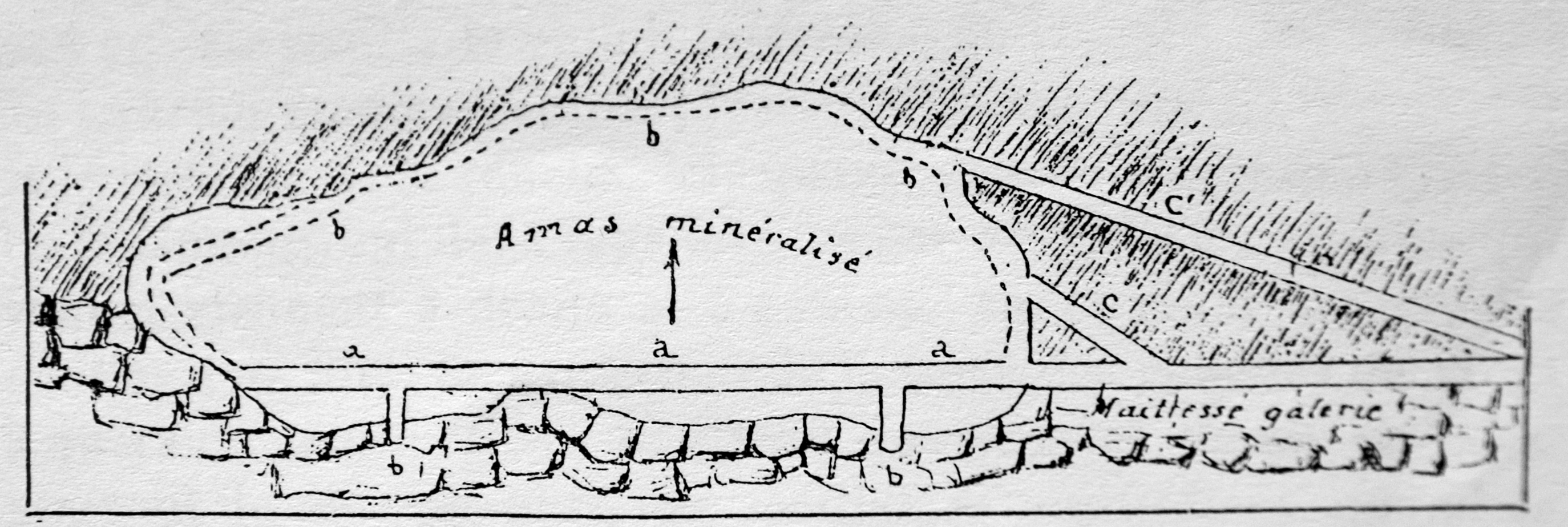
Esquema de una cavidad en la que se encontraba un cúmulo de mineral de galena de plata.

Cuando los mineros encontraban un filón, retiraban todo el mineral accesible: si permanecía horizontal, los sitios de extracción eran muy extensos; cuando la mineralización se extendió hasta la profundidad, se superpusieron los diferentes niveles del sitio, conectados por galerías laberínticas. Los mineros se aseguraban de seguir siempre el contacto cavando túneles que subían y bajaban según los caprichos de su trazado. Cuando descubrieron un gran yacimiento de mineral en grandes cavidades, primero excavaron una galería de reconocimiento a cada lado del yacimiento (anotado a en el diagrama de al lado), completado con perforaciones hacia abajo y hacia arriba (b en el diagrama). Si resulta que la mayor parte del mineral estaba bajo sus pies, soltarían todo el mineral sobre ellos al techo de la cavidad, y luego cavarían la bolsa hasta que estuviera completamente vacía. Si, por el contrario, la galería de reconocimiento se ubicaba en la parte inferior del cúmulo, recogían el mineral a sus pies y luego, una vez que llegaban a la roca estéril, procedían a rellenar para eliminar el mineral disponible del techo. En ambos casos, fue necesario excavar nuevos túneles (c y c' en el diagrama) para acceder a la cavidad, dependiendo del nivel en el que se encontrara el emplazamiento.

#### Herramientas

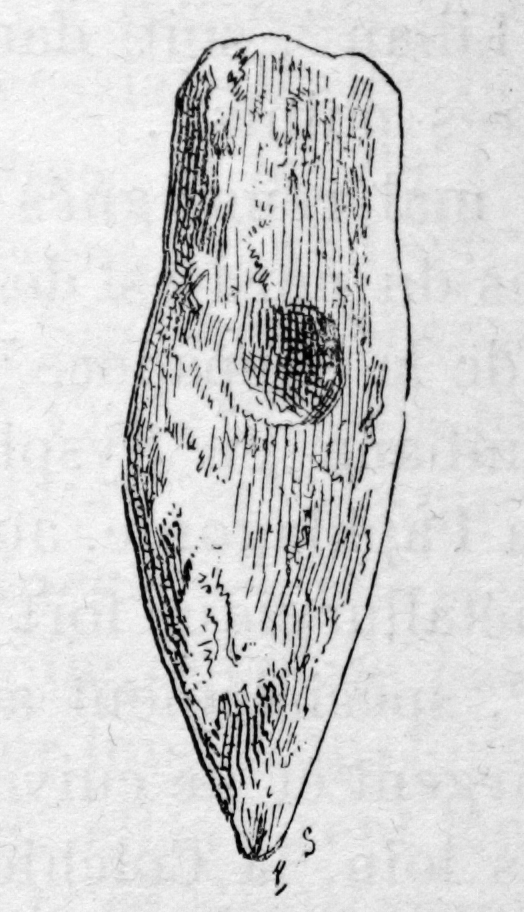
Martillo de minero de Laurion.

La explotación de los pozos y galerías se hacía con ala ayuda con un martillo (tukos) de 2,5 kg de mango corto (veinte a treinta centímetros) de madera de olivo y cuya cabeza tenía una punta de cuatro lados para romper la roca por un lado y una cabeza plana por el otro. Esta cabeza plana se utilizaba para golpear cinceles de doble cara o varillas metálicas de 2 a 3 cm de diámetro llamadas punteros de cantero (xois), de 25 a 30 cm de largo y con un extremo biselado de cuatro caras afilado. Dada la naturaleza muy dura del mármol en el que se excavaron las galerías, se estima que un trabajador tenía que utilizar entre diez y trece puntas en diez horas de trabajo, herramientas que tenía que reparar y afilar regularmente. Ello a pesar de que estas herramientas de hierro martillado y templado estaban hechas de un metal «de excelente calidad, hasta donde podemos juzgar por la nitidez de las marcas dejadas en los mármoles de caliza más duros». El pico, que suele consistir en una punta de cuatro lados en un lado, un martillo capaz de clavar en un punto o esquina en el otro, es la tercera herramienta básica. Se han encontrado varias copias de estas herramientas abandonadas en las galerías. Se utilizaba generalmente para atacar las partes más frágiles de la roca.
Los trabajadores también utilizaban ganchos de hierro para recoger los escombros que se recogían en cestas de esparto o cuero que otro esclavo (generalmente un niño o un joven, siendo su corpulencia más adaptada a la estrechez de las galerías) arrastraba por el pozo, desde donde eran elevados por un sistema de poleas. Hoy en día, podemos observar en la superficie los restos de los muros bajos que se utilizaban como anclajes para grúas.
Los mineros utilizaban pequeños candiles de terracota para la iluminación, idénticas a las utilizadas habitualmente por los griegos de la época en sus actividades cotidianas, que humeaban mucho y consumían una parte del escaso oxígeno del aire. «Normalmente tienen una sola boquilla, pero se han encontrado con varias boquillas, y luego se utilizaron para iluminar intersecciones importantes o grandes obras de construcción. [...] En las galerías concurridas, se creó un pequeño nicho en las fachadas, de trecho en trecho, para acomodar una lámpara fija.» Su capacidad permitía unas diez horas de iluminación, lo que habría sido equivalente a la jornada laboral de un trabajador. Así lo confirma un pasaje de Plinio el Viejo, XXXIII, 4, 70: "Con la ayuda de galerías conducidas a grandes distancias, las montañas se excavan a la luz de las lámparas, cuya duración se utiliza como medida en el trabajo». A su término un nuevo equipo se hacía cargo de la operación de las minas día y noche.

#### Ventilación
A estas profundidades el oxígeno es escaso: prueba de ello es que las excavaciones arqueológicas realizadas hoy en día en estas galerías subterráneas han demostrado que, en ausencia de sistemas de ventilación, como deben haber existido en la antigüedad, es imposible permanecer más de 30 minutos a una profundidad superior a 30 metros. La atmósfera estaba viciada dado que las galerías eran estrechas y la actividad intensa: la respiración de los hombres en el trabajo, la alimentación de las lámparas (que consumen aproximadamente tanto oxígeno como un hombre en reposo, mientras producen dióxido de carbono), la acumulación de polvo en el aire requieren una renovación constante de este último. Es por ello que la ventilación artificial era una cuestión esencial para los mineros, con el objetivo de respirar unos 180 m³/h para cada hombre en el fondo.
Al provocar una corriente de aire, los movimientos de ida y vuelta de los recipientes suspendidos de la polea que remontaban el mineral a la superficie podían ayudar a hacer las galerías parcialmente más respirables, pero la renovación del aire se aseguraba principalmente separando el pozo, a lo largo de toda su altura, en dos espacios desiguales, gracias a un tabique estanco hecho de madera calafateada con arcilla. Esta partición, que también proporcionaba un acceso seguro al pozo, probablemente consistía en troncos de madera fijados sobre travesaños, que a su vez se colocaban en muescas en la pared del pozo, que aún hoy son visibles. A un lado del mamparo había unos rudimentarios escalones de madera que permitían a los mineros descender a la mina y subir a la superficie; los dos tercios restantes se utilizaban para levantar roca estéril y mineral.
La distinción entre estas dos columnas provocaba un movimiento de aire que contribuía a la renovación de la atmósfera de la mina, a través de un fenómeno de sifón, especialmente cuando uno de los dos compartimentos era ampliado por una chimenea de superficie: un flujo ascendente de aire caliente viciado en la sección grande del sifón era compensado por un flujo descendente de aire frío en la sección pequeña, siempre que la temperatura en el interior de la mina fuera más alta que en el exterior, como era el caso en invierno, e incluso en verano para las minas más profundas. Por si esto fuera poco, la circulación de aire se veía forzada por el encendido de un fuego en la parte inferior del pozo, debajo de uno de los conductos: el aire más ligero y caliente aspiraba el aire del ambiente cuando subía a la superficie, mientras que el aire fresco fluía hacia abajo a través del conducto libre restante; de lo contrario, la chimenea de ventilación podía colocarse en la superficie. Del mismo modo, existían pozos paralelos para crear una corriente de aire, y cuando dos pozos remotos accedían a las mismas galerías, se tenía cuidado de que fueran excavados a diferentes alturas para facilitar la ventilación. Además, para ahorrar aire en las minas, los mineros se aseguraron de que las galerías innecesarias estuvieran bloqueadas con material excavado.

### Concentración de mineral
Cuando el mineral contenía más del 30% de plomo, se enviaba directamente a la fundición. A tasas más bajas, la fusión, aunque teóricamente posible, requería demasiada potencia calorífica, lo que podría reducir el beneficio final. Por lo tanto, cuando se optó por explotar los minerales de menor riqueza a finales de siglo, los operadores se aseguraron, antes de poner el mineral en el horno, de concentrar su contenido de plomo en plata mediante varios procesos mecánicos sucesivos. 750 kg de roca sobre una tonelada de mineral extraída se desprendían así del mineral útil antes de que este fuera fundido.

#### Clasificación y trituración
Antes de ser transportado a la superficie, el mineral extraído se clasificaba primero por peso (solo se conservaban las piezas más pesadas, ya que esto indicaba la presencia de plomo argentífero y más denso) y color (la presencia de granos negros, característica de la galena pura, era discriminatoria). Los mineros eran muy rigurosos en el momento de la extracción, como lo fueron durante esta primera clasificación: en las galerías exploradas hoy en día, no se encontró ningún mineral que contuviera más del 10% de plomo. Los elementos innecesarios pueden ser utilizados en la propia mina para operaciones de elevación, soporte o ventilación.
Lo que se consideraba utilizable se sacaba a la superficie para varias operaciones de selección y procesamiento en diferentes talleres situados en las cercanías: tres cuartas partes del material extraído no era utilizable, por lo que era imperativo limitar su movimiento lo más posible antes de procesar. Los trabajadores comenzaban con la trituración, para separar el mineral útil de su ganga, utilizando masas de hierro o piedra en morteros de piedra. Los montones de roca estéril resultantes todavía son visibles hoy en día alrededor de los pozos, y permiten a los arqueólogos evaluar la cantidad de escombros evacuada por los mineros.

#### Trituración

Fig. 1: molino de tolva de Olinto

Fig. 2: esquema de un molino cónico, utilizado en Laurion para calibrar el mineral

Una vez triturado, el mineral era enviado a los talleres de procesamiento (ergasteria). Primero se trituraba el mineral allí: primero a mano con pilone sobre mesas de mármol y luego con un molino para reducirlo al tamaño deseado.
Estos molinos eran de dos tipos, ambos operados por esclavos:
- el molino de tolva (fig. 1): se trata de un molino alternativo. Sobre una losa inmóvil, la «muela tumbada», se desplazaba horizontalmente sobre una rueda más pequeña,[nota 42] la «muela movible», con la ayuda de una palanca horizontal fijada a un pivote. En una tolva, una especie de cubeta en forma de V excavada en el interior de la muela movible, el mineral a moler se colocaba en la tolva. Pasaba gradualmente a través de la ranura de la tolva y era aplastado y calibrado por los movimientos de vaivén de la muela movible.[nota 43][Dom. 10][55]
- el molino cónico (fig. 2): alrededor de un cono fijo giraba un anillo de piedra acampanada. El mineral cargado en la parte superior del molino bajaba por el hueco entre el cono y el anillo mientras los trabajadores giraban el anillo de piedra con un eje horizontal de madera. Se calibraba así, por fricción entre las dos partes del molino, al tamaño deseado, en este caso el de un grano de mijo.[56] Se han encontrado molinos de este tipo en Pompeya, destinados a moler harina. Procesaban unas cuatro toneladas de mineral en 24 horas.

Estos molinos fueron cortados de rocas volcánicas muy duras, sin dudar en traerlos desde fuera de la ciudad. Por ejemplo, algunos de los molinos encontrados en Laurion estaban hechos de traquita de la isla de Milo.

#### Lavado

##### Lavaderos planos

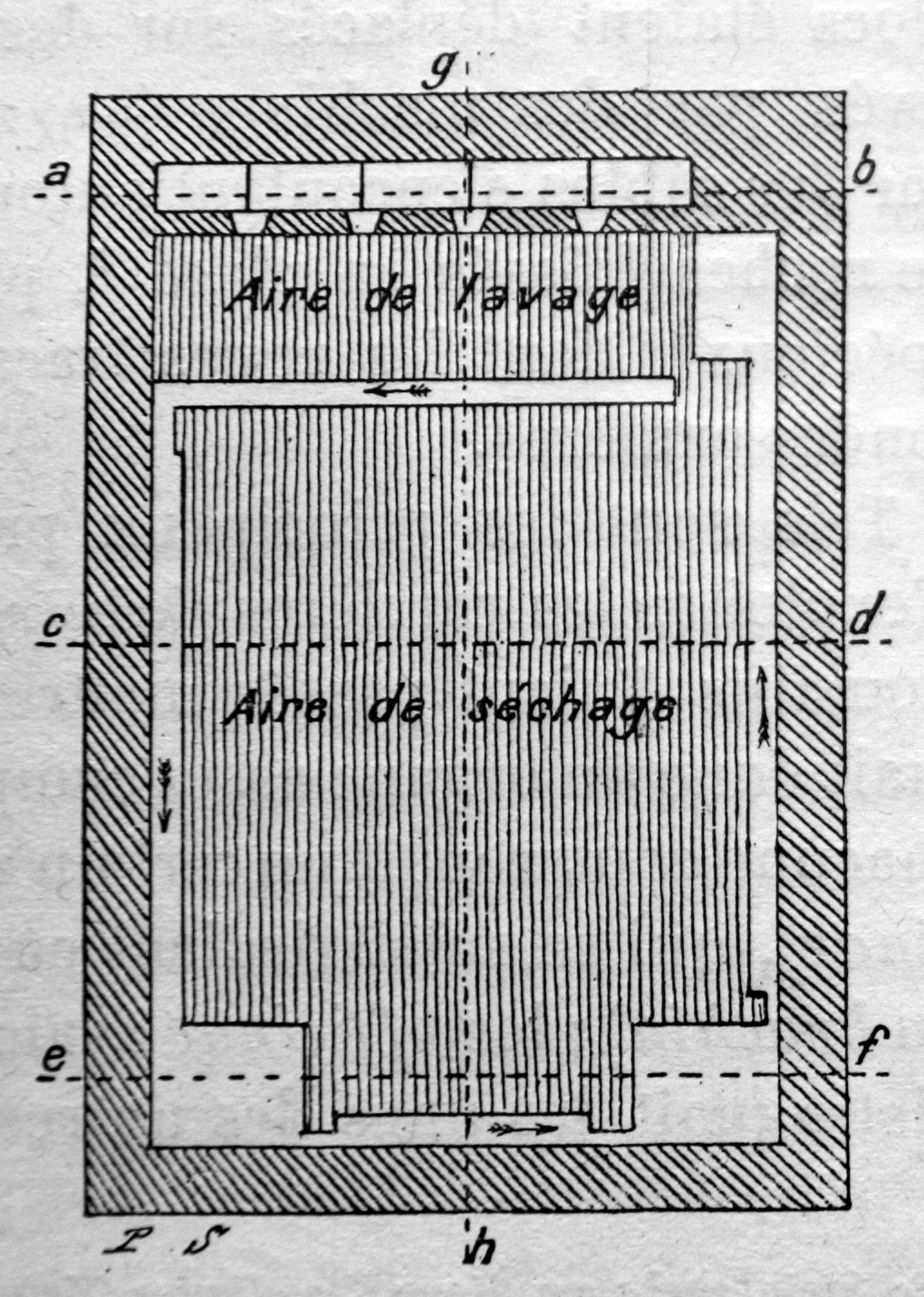
Esquema de un lavadero plano.

El mineral se clasificaba por inundación en una de las numerosas zonas de lavado que variaban en tamaño (desde unos pocos metros cuadrados hasta varias decenas de metros cuadrados). Excavadas en la roca y recubiertas con un revestimiento impermeable de alta calidad (varios ejemplos de lavaderos todavía tienen el revestimiento intacto), estas mesas de lavado (katharistèria) parecen ser una innovación de finales del siglo III a. C., una innovación que permitía una mejor explotación del mineral: hasta entonces, solo se extraía el mineral con el mayor contenido de plomo, mientras que el resto se abandonaba. Existen varios ejemplos de lavanderías agrupadas y esclavos de una misma cisterna para el suministro de agua, pero estos talleres podrían estar dirigidos por diferentes propietarios.
El mineral molido se esparcía sobre mesas de lavado ligeramente inclinadas. Desde un tanque elevado, de cuatro a ocho boquillas vertían agua sobre estas mesas de lavado, de modo que las partículas de ganga aún adheridas al mineral eran arrastradas por la corriente, dejando las partículas minerales más pesadas en su lugar. Para favorecer esta separación, los trabajadores agitaban la mezcla con grandes rascadores. El sedimento ligero transportado por el agua fluía a un canal en la parte inferior de la mesa de lavado. En el fondo de este canal, las partículas transportadas por el agua se encontraban con pequeñas presas y se asentaban en estos compartimentos sucesivos, primero los más pesados y luego los más ligeros. Estos lodos se recuperaban y se esparcían sobre una mesa de secado alrededor de la cual giraba el canal. Una vez secados, estos sedimentos se trataban de nuevo en la mesa de lavado para eliminar todas las partículas de mineral, incluso las más pequeñas. El agua, que había sido limpiada de estas impurezas al final del circuito, era devuelta al tanque para su reutilización.

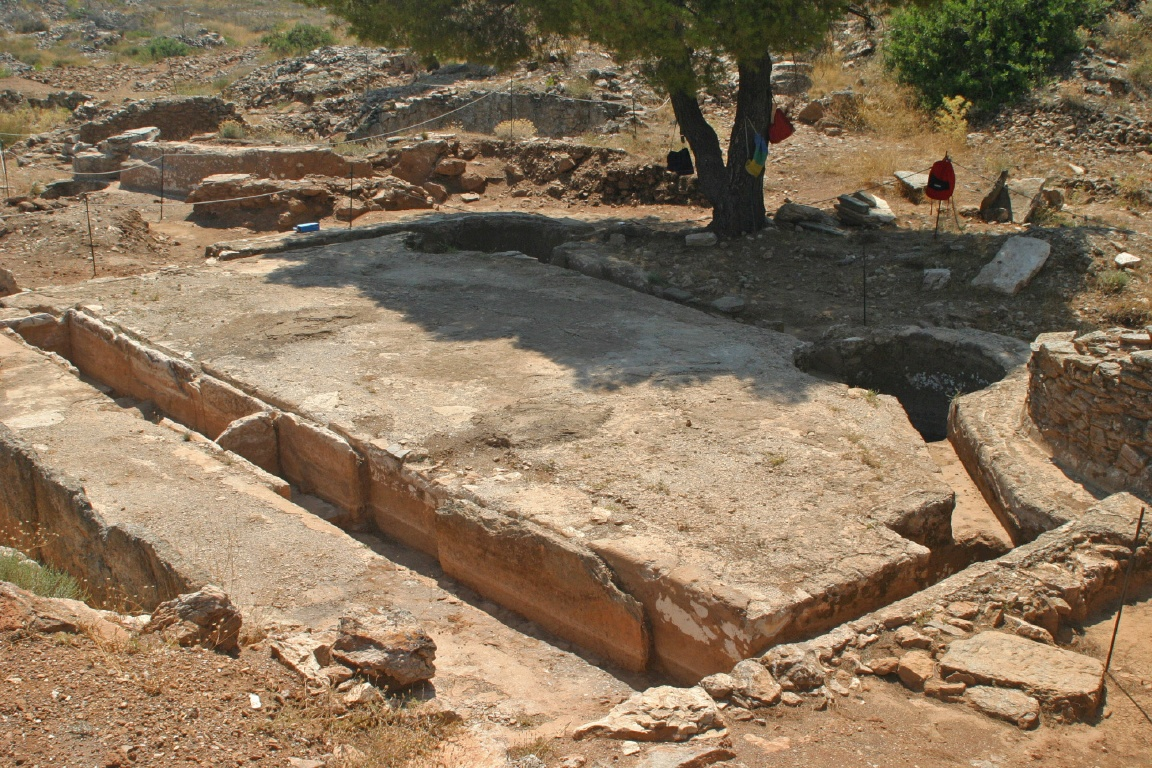
Área del lavadero de mineral, en las minas de Laurion.

Se han formulado otras hipótesis para explicar el funcionamiento de estos lavaderos, aunque no es posible tomar una decisión definitiva al respecto. Constantin Conophagos, juzgando, como ingeniero especialista la concentración de mineral, que la selección del mineral se veía dificultada por la suavidad del área de lavado, imaginó que los esclavos encargados de la clasificación utilizaban pequeñas compuertas de madera (canales de madera removibles en los que se colocaban obstáculos para atrapar las partículas metálicas) colocadas debajo de los chorros de agua provenientes del yacimiento, considerándolas más aptas para concentrar el mineral, tal como se demostró en el experimento llevado a cabo. Sin embargo, esta hipótesis ha sido cuestionada: ninguna huella de tales instalaciones es visible en las zonas planas donde se habrían ubicado y «nos sigue sorprendiendo el aspecto de bricolaje que caracteriza esta adición de esclusas móviles mientras que el lavadero tiene un aspecto acabado, cuidadosamente pensado y parece constituir un todo coherente y completo». Desde este punto de vista, parece que si los trabajadores hubieran sentido la necesidad de esclusas, las habrían construido, como el resto del lavadero, sobre el modelo de un lavadero helicoidal.
Claude Domergue finalmente consideró una alternativa, también contestada por algunos: basándose en que las boquillas de escape estaban situadas a una altura superior a la del fondo del tanque, planteó la hipótesis de que la mayor parte de la concentración se produciría en este último. Los trabajadores, equipados con postes, agitaban constantemente el agua en el tanque, lo que provocaba la deposición en el fondo del tanque de las principales partículas metálicas, las más finas flotantes y que escapaban a través de las boquillas, para ser filtradas de acuerdo con la hipótesis clásica.

#### Lavaderos helicoidales
Estos lavaderos planos no fueron las únicas que se utilizaron. En Laurion se conocen cuatro vestigios de otro tipo de lavadero, el helicoidal, probablemente contemporáneo con las lavaderos planos pero destinado a procesar cantidades más pequeñas. Consistían en un círculo abierto de tuberías de siete metros de diámetro, ligeramente inclinado y en cuyo fondo se sucedían una serie de celdas. Los sedimentos mezclados con agua se vertían al principio del circuito; a medida que bajaban por la tubería, las partículas minerales más pesadas contenidas en la mezcla se depositaban en los compartimentos y podían ser recogidas, mientras que los materiales más ligeros continuaban su viaje. Colocados dentro del círculo, los trabajadores agitaban la mezcla para facilitar el proceso. Al final del circuito, el agua se reciclaba de la misma manera que en los lavaderos planos.

#### Cisternas

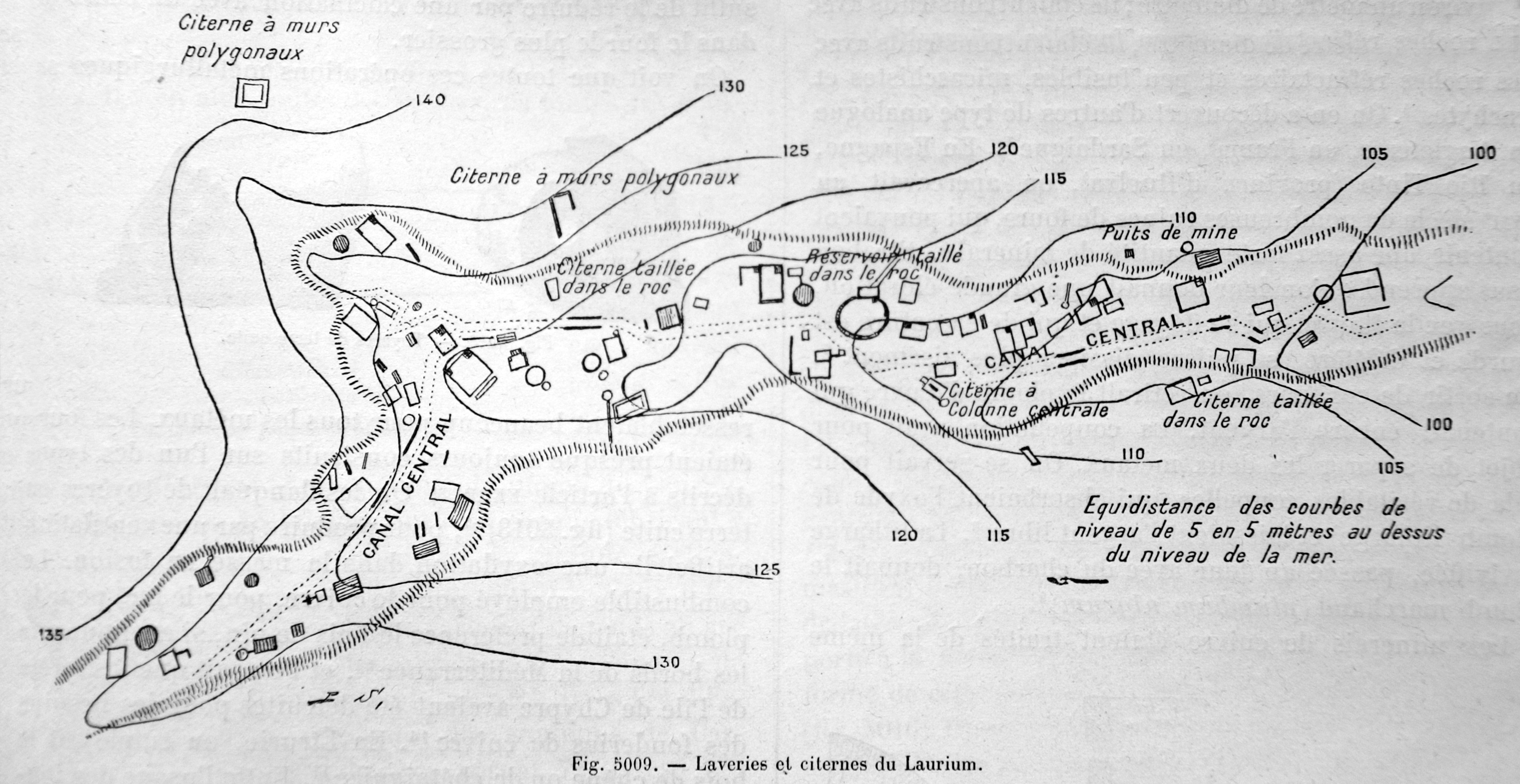
Sucesión de cisternas y áreas de lavado en el valle de Laurion (Val Botzaris).

En tal selección de densidad, era esencial que las partículas fueran casi todas de igual tamaño, de ahí la importancia de la calibración obtenida mediante el premolido. Dados los grandes volúmenes de agua necesarios para esta obra, y su escasez en el sector de Laurion, también era necesario racionalizar su gestión. En primer lugar, además de las medidas mencionadas anteriormente para evitar perder parte del agua utilizada, esto se hizo cubriendo los talleres para evitar la evaporación en la medida de lo posible.
Sobre todo, esto requería recoger la mayor cantidad de agua de lluvia posible (los manantiales son escasos) para abastecer los numerosos lavaderos a lo largo del año (se calcula que se necesitaban unos 1000 m³ de agua al año para abastecer un lavadero de tamaño medio), lo que obligó a aumentar el número de cisternas, circulares o rectangulares, e incluso de pequeñas presas de embalse. Las aguas pluviales se canalizaban hacia estas estructuras construyéndolas en el fondo de los valles. Esto explica por qué se suceden a corta distancia a lo largo de varios cientos de metros y, junto con las zonas de lavado a las que están conectadas por una tubería cubierta, forman una red completa conectada por un canal central. Estas cisternas, de diferentes tamaños (de 100 a 1000 m³), eran de mampostería o construidas en un hueco natural de la roca. Todas ellos estaban cubiertas por un revestimiento impermeable del mismo tipo, pero más grueso que el de las lavaderos: era imprescindible que el agua no escapara a su uso previsto infiltrándose en el suelo, ya que estas cisternas estaban generalmente precedidas por otras más pequeñas (de 2 a 5 m³) en las que el agua eliminaba sus impurezas por decantación, y una vez clarificada, se introducía en la cisterna través de un canal situado en la parte superior de la cisterna pequeña. Finalmente, para evitar que el calor del verano provocara la evaporación del agua almacenada, se cubría la cisterna con un techo de planchas.

### Tratamiento metalúrgico

#### El plomo de obra
Una vez preparado mecánicamente, el mineral debía someterse al tratamiento metalúrgico en sí mismo, en un lugar específico: no se conoce ningún ejemplo arqueológico de que las dos operaciones se combinaran en la misma ergastería. El mineral preparado se colocaba en hornos (kaminoi) de un metro de diámetro y de tres a cuatro metros de altura, hechos de bloques de roca refractarios o poco fundibles (micasquistas, traquitas). Su número era relativamente limitado o se concentraba a gran distancia de las minas, o ambas cosas, como lo demuestra el hecho de que en los arrendamientos mineros el término kaminoi ("horno") aparece solo 6 veces, en comparación con 83 veces para la palabra ergasterion ("lavadero") cuando se trata de delimitar concesiones. En general, se instalaron varios hornos uno al lado del otro, apoyados en una terraza que permitía el acceso a la chimenea del horno, la boca, a través de la cual se vertían alternativamente una capa de mineral y una capa de combustible (carbón), al tiempo que se estimulaba la fusión mediante fuelles de cuero. Este proceso, a juzgar por los resultados obtenidos hoy por el método de bajo horno, permitió a los trabajadores aumentar de tres a cuatro toneladas de mineral cada veinticuatro horas, lo que es bastante consistente con el rendimiento de los lavaderos.
La combustión requería grandes cantidades de madera (como tal o en forma de carbón vegetal, lo que tiene la ventaja de tener un poder calorífico una vez y media superior al de la madera seca): se necesitaban cinco toneladas de madera para procesar una tonelada de mineral (tal cantidad de madera corresponde aproximadamente a la producción de cinco hectáreas de maquia). Los pocos bosques que entonces eran propiedad del Laurion, muy dañados por su sobreexplotación, no eran suficientes para garantizar dicha producción y el uso de las importaciones se convirtió rápidamente en un elemento esencial, lo que llevó a la creación de importantes canales comerciales que drenaban los productos pesados esenciales necesarios para Atenas, en particular la leña y la carpintería. Esto puede explicar la migración gradual de las fundiciones hacia la costa, cerca de los puertos donde se desembarcaba la madera importada de los bosques de Macedonia, el Ponto, Eubea, particularmente en Tórico.
Cuando la combustión estaba suficientemente avanzada, los trabajadores abrían el orificio de vertido en la base del horno y liberaban, en forma líquida, el mineral de plomo argentífero mezclado con el resto del mineral. A medida que se enfriaba, el conjunto se dividía en dos capas sólidas, con la escoria flotando. Estas escorias, aunque todavía contenían un 10% de plomo, eran descartadas debido al alto valor calorífico requerido para extraer el mineral útil, lo que le dio a esta operación un bajo rendimiento. Solo después del agotamiento de las minas, en la época de Augusto, se explotaron estas escorias. Los montones de escoria obtenidos de esta nueva fundición solo contenían entre un 2 y un 3% de plomo, frente al 8 y un 10% de las escorias viejas, cuya explotación fue también la actividad principal de las empresas mineras que "redescubrieron" Laurion en el siglo XIX.

#### Copelación y moldeado de lingotes de plomo y plata
Quedaba por extraer del plomo de obra la pata que contenía: en promedio, se disponía de tres a cuatro kilos de plata por cada mil kilos de plomo. Para ello, el plomo se sometía a un nuevo paso por el horno, destinado a separar los dos metales, la copelación, que generalmente se realizaba en las proximidades. Se colocaba en una copela de arcilla refractaria en el centro de un horno abovedado de arcilla. Alrededor de la copela, contra las paredes interiores del horno, se encendía el carbón de pino de Alepo, cuya combustión se mantenía permanentemente por medio de fuelles de cuero extendidos por una boquilla; el calor producido se reflejaba en la bóveda y permitía así calentar indirectamente el contenido de la copela. A estas temperaturas, que oscilan entre 880 y 960°C7, y gracias al exceso de oxígeno, el plomo se oxidaba en litargirio (lithargyros), alcanzaba su temperatura de fusión y pasaba a través de un canalón fuera del horno de copela. La plata, que era inoxidable a estas temperaturas (solo se funde a 960 °C), permanecía en la copela; se recogía allí para fundirla en lingotes de formas variadas, no sin haber sido sometida a otro tratamiento del mismo tipo para refinarla mejor (la operación permitía aumentar la proporción de metales extraños en la plata bruta del 10 al 1 o 2 %. Este largo proceso permitía obtener más del 99% de plata pura, lo que hizo posible la reputación de las tetradracmas atenienses: Aristófanes afirma que son «las más bella de todas las monedas y, al parecer, las únicas que han sido golpeadas en la esquina derecha y con un sonido legal». La plata también se utilizaba para hacer multitud de objetos de uso cotidiano (vajillas, vasos, copas, estatuillas, joyas, armas, etc.).

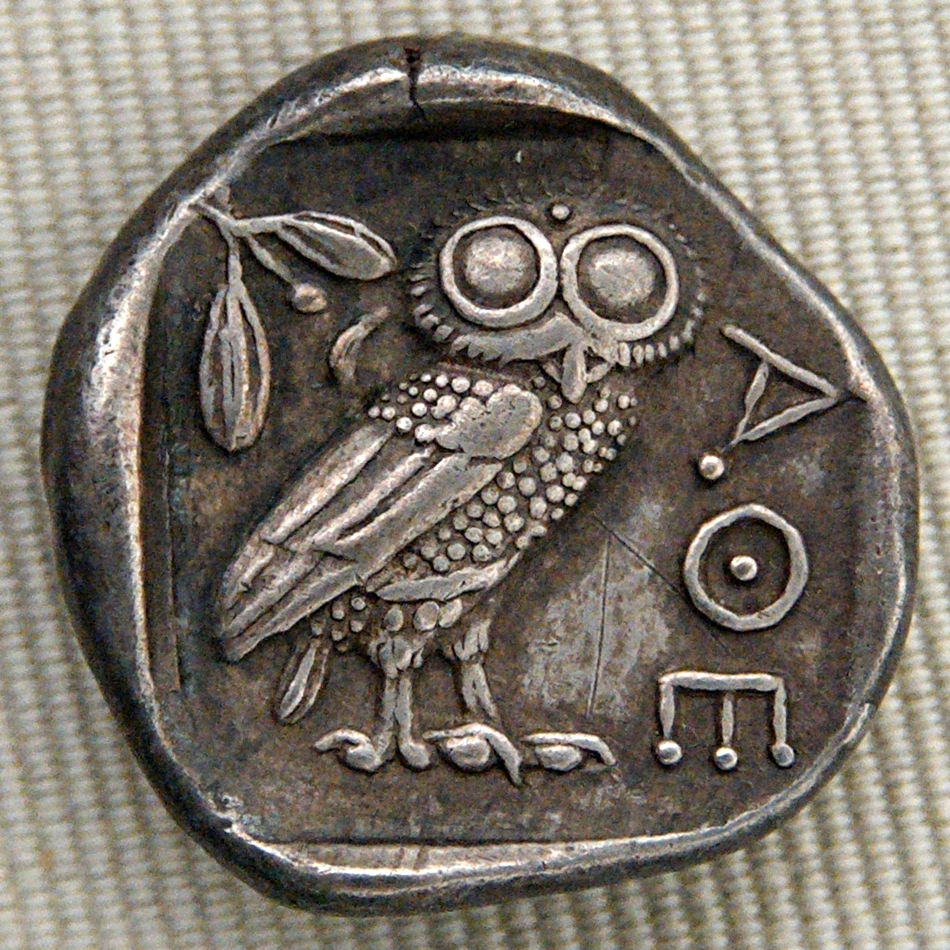
Tetradrachma de plata, ca. 450 a. C. Cabinet des médailles de la Biblioteca Nacional de Francia.

En cuanto al plomo, era recuperado por los trabajadores metalúrgicos al pasar el litargirio de nuevo al horno, lo que hacía que perdiera su oxígeno. Luego se derretía en lingotes de quince kilos. Los usos de este plomo, que volvía a ser más metálico, «llamado plomo comercial», fueron numerosos. Se utilizaban en particular para sellar los postes de hierro o bronce que aseguraban el mantenimiento de los bloques que constituían las fortificaciones de El Pireo, por ejemplo, o de los edificios públicos como los de la Acrópolis. El plomo también se utilizaba para dar forma a las tuberías de agua (muchas de ellas se encontraban en Delos, que trasladaba el agua de los tejados a las cisternas), pero también a todo tipo de objetos de uso cotidiano: vasos, lámparas, pesas, anclas, bolas de honderos, etc. Las piezas rellenas, hechas de plomo y recubiertas con una fina capa de metal precioso (oro o plata) tampoco eran infrecuentes. El litargirio en sí mismo fue usado como un pigmento amarillo, medicina o agente curativo. Plinio el Viejo señala que «la espuma de plata más apreciada es la de Ática». En general, la producción de plomo satisfizo en gran medida la demanda de la época, como lo indica el bajo precio por kilogramo de plomo, y el hecho de que muchas masas de litargirio se encontraron en los restos de los talleres, lo que parece indicar que «los antiguos no estaban obligados, para subvenir las necesidades del comercio, a revivificar la totalidad». Es probable que esta actividad haya causado una contaminación ambiental significativa y un gran número de casos de saturnismo en animales y seres humanos en contacto con este plomo o sus vapores.
En total, la producción de las minas de Laurion en la antigüedad se estimó, con un amplio margen de error, en 3500 toneladas de plata y 1 400 000 toneladas de plomo. Los historiadores han intentado, mediante diferentes métodos de cálculo, estimar la producción media anual de plata de las minas a plena producción. Tanto si se basan en la estimación de la producción de monedas de plata producidas (Alain Bresson), en el rendimiento de las minas (Constantin Conophagos) o en los costes de explotación (Christophe Flament), subrayan la importancia de esta producción. Sin embargo, estas estimaciones anuales varían mucho: de 15 toneladas (566 talentos) según Alain Bresson a 20 toneladas (770 talentos) según Constantin Conophagos, e incluso 26 toneladas (1000 talentos) según Christophe Flament. En cualquier caso, cada año de Laurion provenían ingresos (esencialmente privados) iguales o superiores a los "«que, buen año, mal año, la ciudad recibió del tributo de los aliados» en la época de Pericles, es decir, 600 talentos.

## Las minas de Laurion en el corazón de la economía ateniense

### Una fuente de riqueza para los atenienses

#### Para los concesionarios
Para los concesionarios, la minería era una actividad potencialmente muy rentable, aunque no se garantizara su rentabilidad, como señala el litigante del Contra Fenipo: «En las minas de plata[...], primero gané grandes sumas, lo admito; pero hoy, lo he perdido casi todo». Los numerosos discursos de los oradores disponibles se remontan al siglo IV a. C. y que mencionan las minas en procesos civiles, nos permite apreciar plenamente las inversiones realizadas y las importantes ganancias recibidas por los contratistas mineros: Por ejemplo, Panténeto pagó no menos de 9000 dracmas a la ciudad por la concesión que tenía en 345-344; y el demandante del Contra Fenipo, aunque había heredado solo una modesta fortuna de 4500 dracmas de su padre, se encontró a sí mismo, «después de haber obtenido grandes beneficios en las minas de plata», en la lista de los trescientos atenienses más ricos obligados a las liturgias. Del mismo modo, en el discurso En defensa de Euxenipo de Hipérides nos enteramos de que su explotación minera ha aportado 300 talentos en tres años a Epícrates de Palene y a sus asociados, si queremos creer al sicofanta que denunció su legalidad. Otro ejemplo: Dífilo, condenado a instigación de Licurgo por haber sustraído de las minas de plata las columnas de una galería que soportaban los pesos excesivos y que, en contra de las leyes, se había enriquecido con ellas, tenía una fortuna de 160 talentos según Plutarco.
Por lo general, los concesionarios no se limitaban a extraer plata, sino que invertían en el control de todo el proceso de extracción y procesamiento del mineral, incluida la producción final de lingotes de plomo y plata, mediante la propiedad de talleres de superficie (ergasterion), que se consideraban inversiones a largo plazo, ya que su valor podía ser elevado: Panténeto tuvo que pedir prestados 10.500 dracmas para comprar un taller y treinta esclavos. También se utilizaron como garantía para préstamos, como indican seis mojones hipotecarios situados en el territorio de Laurion.
El subsuelo era propiedad inalienable del Estado ateniense, pero los terrenos que dominan las minas seguían siendo propiedad de particulares, al igual que los establecimientos de superficie (lavaderos, talleres metalúrgicos) que se encontraban allí: en las estelas de los poletas, los hornos mencionados son todos propiedad de particulares. Así pues, los concesionarios podía haber intentado convertirse en propietarios de los terrenos correspondientes a la superficie de su concesión para obtener el ergasterion o, en su defecto, arrendar el ergasterion creado a tal fin por el propietario de dichos terrenos o de los terrenos situados en los alrededores: Philippe Gauthier señaló que la construcción de talleres de procesamiento de mineral por parte de los propietarios de tierras de superficie, arrendadas a los concesionarios, era mucho más lógica desde el punto de vista económico que la asunción de tales inversiones por parte de los propios concesionarios, dado su coste, por una parte, y la duración relativamente corta de los arrendamientos, por otra.

#### Para los propietarios de esclavos

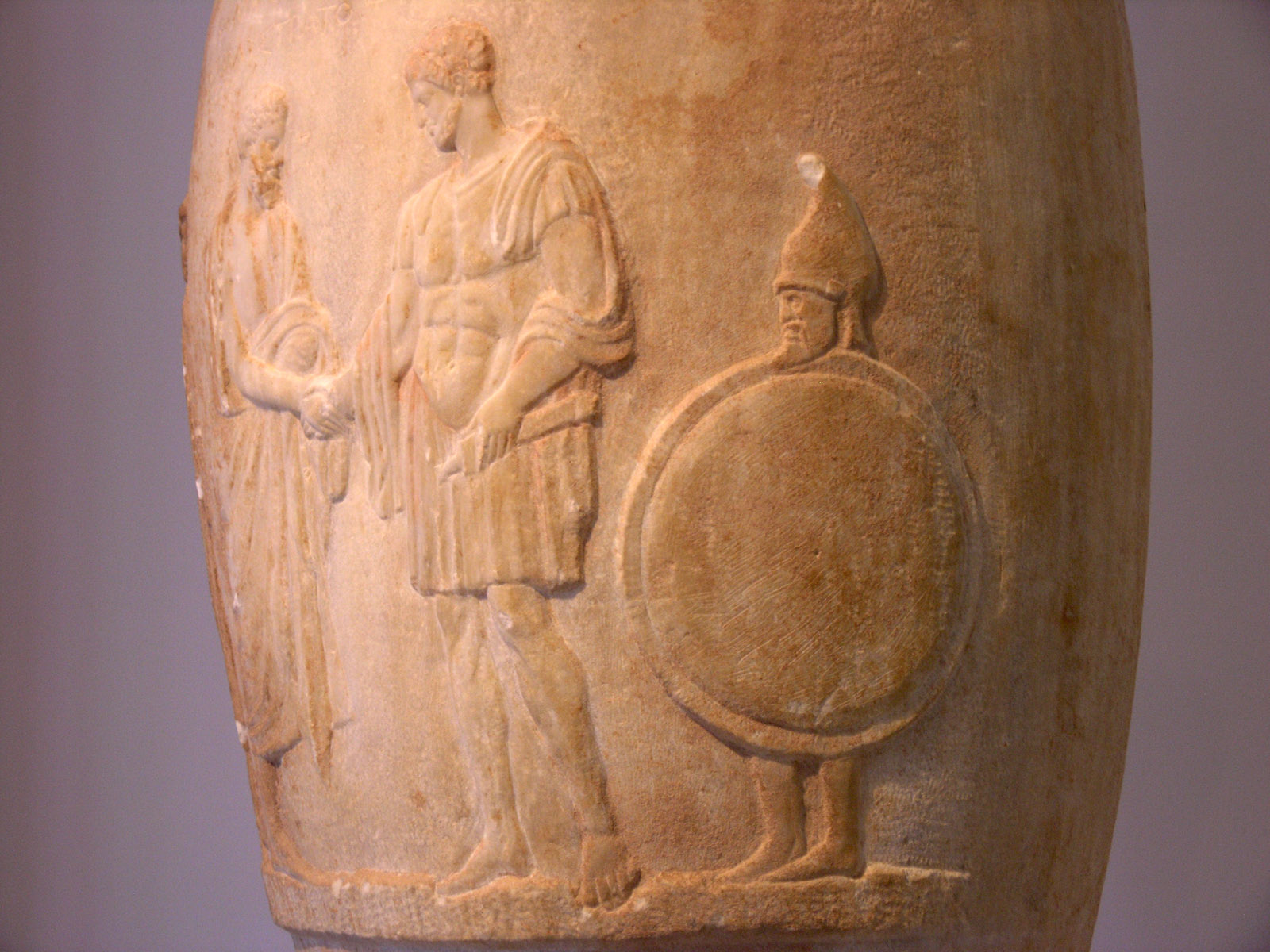
Lutróforo funerario, a la derecha un joven esclavo lleva el escudo y el casco de su amo, c. 380-370 a. C., Museo Arqueológico Nacional de Atenas.

Las minas constituían también otra fuente de ingresos para los atenienses, ya que los esclavos que trabajaban allí solían ser propiedad de particulares que los alquilaban a los concesionarios, con un promedio de un impuesto por persona y día, o 60 dracmas por año. Sin embargo, si el valor de un esclavo variaba mucho según su competencia, el precio medio de compra oscilaba entre 150 y 200 dracmas: así, los treinta esclavos de Panténeto que trabajan en su ergasterion valían 4500 dracmas, o 150 dracmas cada uno. Es comprensible que este tipo de alquiler de esclavos fuera una inversión muy popular en Atenas: para un esclavo relativamente competente comprado por 200 dracmas, el retorno de la inversión estaba asegurado en tres años y cuatro meses. Como resultado, algunos atenienses ricos, como Nicias, se especializaron en este tipo de inversiones, lo que no fue el privilegio de los atenienses de tener un capital significativo, como lo demuestra el ejemplo de Dioclides, el denunciante de los Hermocópidas, que tenía «un esclavo alquilado en las minas de Laurion de cuyo trabajo recibía una renta». Unos años más tarde, Jenofonte incluso sugirió, sin ser escuchado, que la ciudad invirtiera en un gran número de esclavos (tres por ciudadano) para alquilarlos en las minas y así asegurar a cada ciudadano un ingreso regular.
El alquiler de sus esclavos a los concesionarios les era tanto más rentable cuanto que estos se comprometían a mantener constante el número de esclavos alquilados: «además de tener que mantener (alimentar, vestir, alojar) a los esclavos (2 a 3 óbolos por esclavo y día), el arrendatario tenía que soportar todos los riesgos». Jenofonte, a propósito de Nicias, precisa que alquilaba sus esclavos a un concesionario "«a condición de que este le pagara un canon neto de un óbolo por día y por hombre y mantuviera siempre este efectivo en su totalidad»: es evidente que el arrendatario se comprometía a devolver el mismo número de esclavos al final del período de alquiler, sustituyendo los que había "perdido" si era necesario por nuevos esclavos. Así, si este tipo de inversión no permitía esperar unos beneficios tan grandes como la propia inversión minera, era comparativamente infalible, a menos que la demanda de esclavos en alquiler fuera demasiado baja, en cuyo caso "«había que mantener durante un tiempo más o menos largo estas numerosas masas desocupadas e improductivas».Para remediarlo, «es probable que los contratos establecieran un período mínimo de alquiler y fechas fijas de finalización; los esclavos tenían que ser alquilados por mes o por año o por un período aún más largo».
Dadas las numerosas obligaciones del arrendatario, cabe preguntarse cuál era el sentido de ser arrendatario y no propietario de esclavos. De hecho, la principal ventaja del sistema era su flexibilidad. El sitio requería una cantidad variable de trabajadores: la excavación de pozos, previa a cualquier explotación, era un proyecto a largo plazo pero al que solo se puede asignar un número limitado de trabajadores. Durante todo el tiempo que duraba esta obra, el hecho de tener un gran número de esclavos que no podían ser obligados a trabajar era particularmente ruinoso. "Además, la pérdida habría sido muy grave si el acometimiento de las tareas, mal realizadas, no hubieran conducido al yacimiento metalífero. La explotación de este último, más tarde, también requería un número variable de individuos, dependiendo de su riqueza. Por ello, «los concesionarios, en torno a un núcleo de esclavos bien formados que les pertenecían, agrupaban, según las necesidades del momento, un número variable de maniobras que alquilaban a particulares», lo que les permitía no realizar una inversión demasiado onerosa hasta estar seguros de disponer de un filón lucrativo.
Los pocos esclavos que poseían los concesionarios constituían un capital precioso que podía venderse o pignorarse: Panténeto vendió así, con su taller de procesamiento de mineral, a los treinta esclavos que trabajaban allí, y hay varios ejemplos de registros de hipotecas en los que los esclavos son contratados conjuntamente con su taller.

### Una importante fuente de ingresos para la ciudad
Para explicar la victoria de los griegos, y en particular de los atenienses, sobre Jerjes I durante la segunda guerra médica, Esquilo, en Los persas, da tres razones: técnica militar (la falange hoplítica), organización política (democracia) y «una fuente de dinero, un tesoro que la tierra les proporciona». Se refiere aquí evidentemente a las minas de Laurion, en la medida en que garantizaban a la ciudad ateniense una posición de fuerza en un mundo egeo cada vez más monetarizado y cuyo principal yacimiento de plomo argentífero se encontraba en el Ática. El Estado ateniense, como propietario prominente del subsuelo de la ciudad, también obtuvo importantes ingresos directos de la explotación de estos depósitos por particulares.
Si bien parece cierto que los ingresos más importantes —en cualquier caso, los que mejor se conocen— parecen estar vinculados a los alquileres pagados por los concesionarios, como subraya la preocupación de la ciudad por prohibir toda actividad minera sin declaración previa, los historiadores tienen grandes dificultades para comprender en la práctica cómo el Estado ateniense solía apropiarse de una parte de la riqueza producida en las minas de Laurion para su beneficio. A este respecto, la observación de Edouard Ardaillon en 1897 («La cuestión de los derechos de autor pagados por los concesionarios es sin duda la más delicada y oscura de todas las relacionadas con la legislación minera de los atenienses») sigue siendo válida y puede llevar al lector a olvidar este complejo problema.

### Un requisito previo: el registro de las concesiones en las estelas de los poletas
El sistema de adjudicación de concesiones mineras lo conocemos para el siglo IV a. C., pero es probable que esta reorganización, tal vez por Calístrato de Afidnas, en los años 370/360 a. C., difiera poco de la del siglo V a. C. Los historiadores se basan esencialmente en un pasaje de la Constitución de los atenienses del Pseudo Aristóteles I, por una parte, y en inscripciones del siglo V a. C.. encontradas durante las excavaciones del Ágora de Atenas, las «tablas de los poletas» o diagraphai, por otra parte. En estos registros, situados en el ágora a la vista de todos, los magistrados especializados, los poletas, a veces en cada pritanía (como en el 367/366), más a menudo solo en el curso de las dos primeras pritanías del año, registran los contratos de arrendamiento mineros otorgados por la ciudad a los concesionarios por un período y una cantidad determinados. En efecto, la ciudad es la única propietaria de su subsuelo, y si el texto de Aristóteles (y otros, en particular los escritos por oradores atenienses del siglo IV a. C.) hablan de "venta" y "compra" de minas, no es la mina en sí misma la que es transferida por el Estado, sino solo la posibilidad de explotarla, por otra parte, además por una duración determinada  y sin posibilidad de «subarrendarla» ni de legarla.
La estela de mármol más antigua encontrada, y la única completa, data de 367/366 a. C. Sin embargo, los poletas se refieren a otra estela, que quizás se remonta al año 377/376 a. C., es decir, a la época de la fundación de la segunda confederación marítima. Se han encontrado otras 38 en estado fragmentario, que se extienden a lo largo de todo el siglo IV a. C. hasta el 300/299 a. C. Siempre incluye: el nombre de la mina, inspirado en una divinidad o en un simple personaje, el nombre de la mina donde estaba ubicada, los límites de la concesión,. y finalmente el nombre del arrendatario y la cantidad pagada por este último.

### Las diferentes categorías de arrendamientos mineros
Los poletas a menudo (pero no sistemáticamente) especificaban el tipo de concesión minera en cuestión: desde la década de 1950, los historiadores se han estado haciendo muchas preguntas sobre el significado de estas diferentes categorías administrativas, sin llegar a un consenso. Las principales controversias giran en torno a cinco denominaciones: kainotomia, ergasimon, anasaximon, palaion anasaximon y sunkechorèmenon. Seguimos aquí la hipótesis de G. G. Aperghis, retomada por Claude Domergue y Christophe Pébarthe.
Una mina de kainotomía era un «nuevo corte»: se trataba de una nueva prospección, de la apertura de una nueva mina, registrada, pero no limitada en el tiempo y no requería ningún pago de dinero a la ciudad hasta que el concesionario descubriera el mineral. Una vez que las excavaciones hubieran proporcionado acceso a un depósito de plomo argentífero, la mina cambiaba de categoría y se convertía en ergasimon. El concesionario podía proseguir explotando la mina por un corto período de tiempo (3 años), contra el pago de una tarifa fija de 150 dracmas. Al final de este arrendamiento de tres años, la concesión se convertía en anasaximon: se subastaba y se alquilaba al mejor postor por un período máximo de diez años. Al final de este nuevo contrato de arrendamiento, si la mina no encontraba un nuevo arrendatario era abandonada y se convertía en palaion anasaximon hasta que es arrendada de nuevo bajo este nombre, de nuevo al final de las subastas cuyo precio inicial sería de 20 o 150 dracmas dependiendo de la supuesta rentabilidad de la mina. El término sungkéchôrèmenon ("minas que se han concedido") utilizado por Aristóteles combinaría bajo el mismo término anasaximon y palaion anasaximon, distinguiendo así claramente las concesiones sujetas a subasta de las que tienen (provisionalmente, en régimen de arrendamiento de tres años) un pago a tanto alzado de 150 dracmas: las ergasima.

### Ingresos de la ciudad y cuotas de registro de arrendamientos mineros
Si esta categorización administrativa de las minas es importante, es en particular porque podía vincularse a las sumas pagadas a la ciudad ateniense por los concesionarios y explicar así las modalidades de enriquecimiento del Estado ateniense a través de las actividades mineras.
A este respecto, es necesario partir de una observación: la ciudad ateniense recaudaba importantes ingresos de las minas de Laurion: 100 talentos en 483 a. C. en la época de la ley naval de Temístocles, e indudablemente cerca de 200 talentos en la época de su explotación más intensa en los años 340 a. C., más aún en la época de Licurgo. Esta importancia de los ingresos mineros en el presupuesto de la ciudad es subrayada por Jenofonte, que muestra a Sócrates más preocupado por las minas que por los problemas de abastecimiento de trigo de la ciudad, así como por Pseudo-Aristóteles  o Aristófanes, que los colocan por delante de los ingresos comerciales.
La cuestión central es qué modalidades de minas contribuían de manera importante a los ingresos de la ciudad. De las estelas de los poletas puede extraerse un elemento obvio de respuesta: cada contrato de concesión estaba asociado a una suma variable de dinero, que oscilaba entre 20 y 6100 dracmas. En la mayoría de los casos se trataba de cantidades relativamente pequeñas: de 74 casos, 39 arrendamientos dieron lugar al pago de 20 dracmas, 21 de 150 dracmas y solo cuatro de ellos superaron los 900 dracmas. Para que estas sumas representaran todos los ingresos anuales de la minería de la ciudad ateniense, era necesario que su pago fuera realizado por pritanía, como era el caso de la aparcería con un porcentaje de la cincuentava parte de trigo, si creemos a Demóstenes: en esta hipótesis de pago de estas sumas por los concesionarios diez veces al año (el año griego se dividía en diez pritanías), la ciudad recuperaría una suma de 180 talentos, «una suma que está totalmente en la línea definida para el estudio de las finanzas atenienses en el siglo IV a. C.».
Esta hipótesis (hipótesis 1), apoyada en particular por Christophe Flament, es rebatida por otros historiadores que consideran poco probable que un sistema de este tipo implicara pagos muy elevados para los arrendamientos más elevados: para las 6100 dracmas, esto representaría 101 talentos a lo largo de diez años. Se ha mencionado así una alternativa, la de un pago anual de la suma indicada en los diagraphai (hipótesis 2), conforme al uso establecido para el alquiler de tierras sagradas por la ciudad, de un pago anual de la suma indicado en los digraphai (hipótesis 2). Otra hipótesis (hipótesis 3) es aún más radical: la suma correspondiente a cada arrendamiento en la estela de los poletas representaría el conjunto de los derechos de registro que debían pagarse a la ciudad, siendo el pago asegurado en su totalidad en el momento de la constitución del contrato de arrendamiento, dividiendo la suma por el número de vencimientos, cada año o cada pritanía.
Otra posible explicación (hipótesis 4) fue propuesta por Kirsty Shipton183, basada en la mención de un impuesto de cinco dracmas aplicado a una concesión mencionada en los registros y en el hecho de que todas las regalías mencionadas son divisibles por cinco: la suma pagada por el concesionario y registrada en las estelas de los poletas se calcularía multiplicando este impuesto de cinco dracmas por el número de pritanías en el contrato de arrendamiento y el número de concesionarios al final asociados en la mina. Este sistema permite contabilizar todas las sumas indicadas en las estelas: por lo tanto, sería lógico que las minas ergasima, cuyo contrato de arrendamiento duraba tres años (es decir, treinta pritanías), implicaran el pago de un impuesto de 150 dracmas (30 x 5), y el arrendamiento de 1210 dracmas, por ejemplo, correspondería a una mina con once socios durante un período de dos años y dos pritanías. En este contexto, la suma de 20 dracmas pagada por varias palaia anasaxima constituiría una tasa fija, «dados los riesgos que implicaba la puesta en servicio de una 
mina abandonada».

#### Otras opciones de retenciones ligadas a la actividad minera
Sin embargo, en esta hipótesis, como en todas las demás, excepto en la hipótesis 1, la ciudad tenía necesariamente otros medios para obtener su parte de riqueza producida en las minas, ya que la suma de todos los pagos anuales estaba lejos de corresponder a los ingresos que la ciudad obtenía de la explotación de las minas.
Primera opción (hipótesis 5): además de la cuota de inscripción registrada en las estelas de los poletas, que «tendría sobre todo un valor simbólico que concretaría de alguna manera la eminente propiedad del Estado», se añadiría el propio alquiler de la mina, cuyo importe sería definido por la ciudad o por subasta. Pero no hay constancia en las fuentes de tal tipo de pago.
G. G. Aperghis propuso una solución alternativa (hipótesis 6): el contratista minero pagaría, además de la tasa de registro pagada a los poletas al comienzo del arrendamiento, un porcentaje de su producción. Esto es lo que sugieren algunos lexicógrafos tardíos, en particular Harpocración que, en el siglo IV a. C., argumentaba que en Atenas en 324 a. C. una parte de los ingresos de la minería revertían en la ciudad. Suidas, en el siglo IX, informa que en una fecha no precisada, la ciudad recibía la 1/24 parte de los ingresos de las minas. Pero las minas nombradas por Suidas se llamaban kainotomia, a pesar de que las estelas de los poletas no indican una regalía para estas minas recién abiertas, lo que lleva a suponer que esta anécdota se referiría a un gravamen sobre la producción del periodo romano.
Se supone que también existían otros gravámenes relacionados con la actividad minera, cuyos ingresos eran, por lo tanto, proporcionales a su intensidad: sin que esto sea seguro, parece que existía un impuesto sobre los hornos diseñados para separar el plomo argentífero de su ganga, así como un impuesto sobre la moneda acuñada de la plata extraída (aunque parece que en este caso se trata de la asunción de los costes de acuñación: véase más adelante 4.4.4).
En definitiva, si bien parece aceptarse el principio de proporcionalidad entre el número de explotadores de minas o la intensidad de sus descubrimientos, por una parte, y los recursos financieros de la ciudad, por otra, parece que no puede haber una certeza absoluta en cuanto al método de extracción por el Estado ateniense de la riqueza producida por la minería, ya que ninguna de las hipótesis presentadas es absolutamente incontestable.

### Marco jurídico y fomento de la actividad minera por parte de la Ciudad
Para no ser perjudicada por los particulares que explotaban el subsuelo, la Ciudad aplicó de manera relativamente estricta el marco jurídico establecido para todos los dominios públicos arrendados. Así, cualquier retraso en el pago de los alquileres provocaba una privación temporal de los derechos civiles (atimia) y la duplicación de la deuda: esto es lo que ocurrió tanto a Panténeto como al oponente de Fenipo. Además, al igual que con cualquier propiedad del Estado, la explotación clandestina o extendida más allá de los límites de la concesión podía ser denunciada tanto por el demarca como por cualquier persona: si la acusación resultaba justificada, el infractor era condenado a la atimia y a una multa del doble del precio de la mina o de la plata extraída. Este reglamento constituía un seguro para la ciudad, pero también para los concesionarios, protegidos por la ley de cualquier usurpación por parte de otro del subsuelo ateniense que se les iba a arrendar. Los poletas también garantizaban que el comprador tendría todo el disfrute de la propiedad que adquirió temporalmente.
De hecho, aunque la mayoría de los casos relacionados con las minas podían ser tratados la mayoría de las veces en el ámbito del derecho común, para que los gravámenes aplicados por la ciudad a la actividad minera fueran lo más sustanciales posible, era necesario, habida cuenta de la importancia de las inversiones mineras, que la ciudad garantizase las mejores condiciones de explotación para los concesionarios ofreciéndoles un marco reglamentario y jurídico seguro. Este marco se plasmó en la «ley de minas» (nomos metallikos), que especificaba las condiciones en las que podía llevarse a cabo la explotación y los problemas que podían dar lugar a acciones judiciales. Demóstenes, en nombre de su cliente Nicobulo, en el 346-345 a. C., de hecho ofrece una descripción bastante precisa: "define con precisión los casos en los que era necesario recurrir a acciones judiciales mineras (dikai metallikai). De este modo, se concedía una acción a una persona que había sido expulsada de su explotación por un tercero. A continuación menciona otros casos contenciosos castigados por la ley, aunque no está claro que la lista sea exhaustiva: «llenar de humo la mina de otra persona, entrar en ella con armas, ampliar las galerías dentro del área reservada»... Se prestaba especial atención a este último caso: los límites de cada concesión no debían ser transgredidos. Esta delimitación tan precisa de las explotaciones se reflejaba en el gran número de pozos, a veces muy cercanos entre sí: cada pozo probablemente correspondía a una concesión diferente. Se ha encontrado en las profundidades de las minas rastros de esta estricta división de parcelas, ya que en la mayoría de los casos no existía una galería horizontal que conectase estos pozos, aunque a veces estuvieran muy cerca: se aprecia el deseo de la ciudad de evitar cualquier usurpación de las concesiones de unas sobre otras. La ley también prohibía formalmente reducir los pilares de apoyo de las galerías, y sin duda establecía las respectivas responsabilidades entre los concesionarios asociados.
Estos casos eran tratados en un tribunal especial (dikai metallikai) que, tras la fase de instrucción por parte de los arcontes tesmótetas, juzgaba casos estrictamente relacionados con las concesiones mineras. Se redujeron los plazos, al igual que en los casos comerciales: el juicio debía concluir un mes después de la apertura de la instrucción. De hecho, cualquier retraso «podría perjudicar gravemente el funcionamiento de una o varias explotaciones y, dado que la utilización de los lotes se limitaba a un período de tiempo relativamente corto, era conveniente no esperar meses hasta el resultado de un proceso judicial».
Además, también para estimular la minería, el Estado ateniense permitía a los concesionarios excluir sus ingresos mineros de la base imponible para el cálculo de la eisphora. No se conocen precedentes de esta medida mencionada en el Contra Fenipo (18, 23) en 328-327 a. C., ni la posibilidad de excluir los ingresos mineros en el contexto de un intercambio de fortuna (antidosis): cada parte «declara [su] fortuna exacta y legalmente, excepto para las empresas de minas de plata que están exentas por las leyes».
Algunos historiadores han subrayado la coherencia de este conjunto de medidas (aunque gran parte de ellas se aplicaban a todos los bienes públicos de Atenas) iniciadas por la ciudad con el fin de promover las actividades mineras, tal vez por iniciativa de los ciudadanos ricos interesados en la asamblea para defender sus intereses en Laurion. Otros incluso han imaginado que el hundimiento de los pozos de acceso a la rica tercera veta-contacto, «con sus dimensiones a menudo estandarizadas, sus perfectas verticalidades, su descenso por una sola sima al fondo, [podría haberse llevado a cabo de acuerdo con] un plan operativo global, pensado y sistemático»  directamente por la Ciudad. Pero no hay evidencia explícita en las fuentes que confirme esto con certeza.

### Minas y producción monetal en Atenas

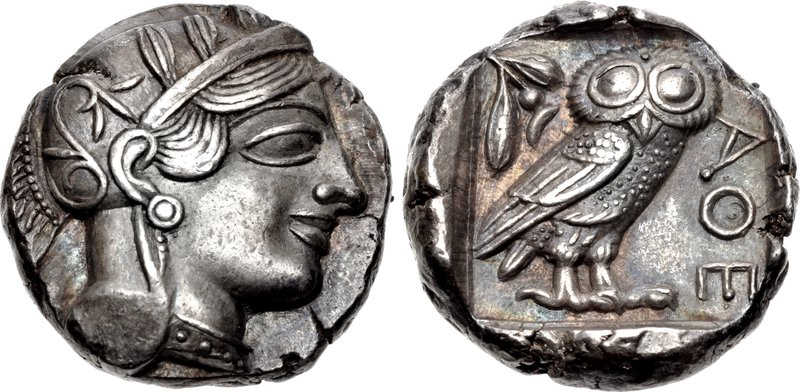
Tetradracma de Atenas, acuñado con mineral de plata, después de 449 a. C.

Para comprender el papel de las minas de Laurion en la economía ateniense del período clásico, es necesario definir los vínculos entre la producción de plomo argentífero y la acuñación de la moneda ateniense.
Se considera en general que los griegos, y en particular las Ligas (Etolia, Aquea, etc.), acuñaban monedas principalmente en tiempos de guerra, para remunerar a las tropas. Sin embargo, parece que este no fue el caso de Atenas, ni en el período helenístico ni en el clásico. De hecho, durante la primera mitad del siglo IV a. C., las huelgas eran de pequeña escala en el momento mismo en que la ciudad estaba realizando varias operaciones militares (primero de 395 a 386 a. C. durante la llamada guerra de Corinto, luego casi continuamente de 378 a 355 a. C., o incluso al 346 a. C.); las huelgas no se reanudaron a gran escala hasta mediados de siglo, cuando la ciudad había renunciado a las costosas campañas militares destinadas a restaurar el imperialismo ateniense en el mundo Egeo: en ese momento había una brecha real entre la producción monetal y la intensidad de las acciones militares.
Por lo tanto, hay que buscar otra razón para las variaciones en la intensidad de la producción monetal en Atenas en el siglo V a. C. Sin embargo, en la primera mitad del siglo, la minería siguió siendo tan anecdótica como las huelgas de la lechuza ateniense; con la aparición de una nueva moneda de tipo pi, las huelgas se intensificaron a mediados de siglo, justo cuando se estaba reactivando la actividad minera a instancias de Eubulo: el vínculo entre la producción minera y el dinero parece obvio. Establecido este vínculo, queda por definir las modalidades de acuñación. Según Alain Bresson4, un promedio del 83% del dinero extraído fue monetizado. Esta proporción obviamente no corresponde al monto total de los gravámenes recaudados por la ciudad sobre la producción minera, por lo que parece que los concesionarios, directamente o a través del Estado, enviaron la mayor parte del dinero que habían recibido de sus minas para su acuñación. Así, disponían del efectivo necesario para pagar los numerosos costes asociados a sus operaciones, y vendieron las nuevas producciones monetales: «con este esquema, la iniciativa de acuñar monedas no podía volver a la Ciudad, como se suele suponer, sino a los particulares N 3 —principalmente a los contratistas mineros— para las necesidades de su actividad». Atenas no tenía una política monetaria en el sentido moderno de la palabra, prefirió confiar en la iniciativa de los empresarios mineros, convencidos, como Jenofonte, de que «el dinero nunca perderá su valor» y que, en consecuencia, cuanto más se saque del suelo de Laurion, más se beneficiará la comunidad.
¿Cómo procedieron? Cabe suponer que los concesionarios, después de retirar la plata del horno para su venta directa a orfebres y joyeros, llevaban la mayor parte de su producción al taller de acuñación y, por lo tanto, asumían los costes de fabricación de la moneda, lo que explicaría el buen comportamiento de las monedas atenienses en el extranjero, como destaca Jenofonte el Estado no tuvo que comprar la plata para transformarla en moneda, el peso y la ley de esta última era irreprochable. En este contexto, algunos historiadores consideran que la acuñación de la moneda no se llevó a cabo en la propia Atenas, como se había considerado durante mucho tiempo, sino en Laurion, en la continuidad inmediata de los procedimientos de refinado del mineral. El estudio publicado en 2001 sobre el edificio situado al sureste del Ágora y considerado tradicionalmente como el taller de acuñación de la moneda ateniense (argurokopeion) mostró que se acuñaba principalmente en monedas de bronce y que se había construido a finales del siglo V a. C. Si las monedas de plata no se acuñaban en este edificio, no hay razón para que no se acuñaran en las inmediaciones de los hornos de copelación, en el propio Laurion.